# Первая русская антарктическая экспедиция
Первая русская антарктическая экспедиция 1819—1821 годов под руководством Фаддея Фаддеевича Беллинсгаузена и Михаила Петровича Лазарева в воды Южного океана имела цель доказать или опровергнуть предположение о существовании шестого материка — Антарктиды. Снаряжалась одновременно с аналогичной экспедицией Михаила Васильева и Глеба Шишмарёва на шлюпах «Открытие» и «Благонамеренный», посылаемой в северные полярные воды. Под командованием Беллинсгаузена находился шлюп «Восток», а Лазарева — шлюп «Мирный», численность команды достигала 190 человек. Из-за чрезвычайной поспешности снаряжения (императорский указ вышел 15 марта, отплытие произошло 4 июля 1819 года) не удалось собрать научного отряда, и практически все научные наблюдения, как в области географии, так и этнографии и естествознания, осуществляли офицеры и единственный учёный на борту — экстраординарный профессор Казанского университета Иван Симонов. Для фиксации событий, ландшафтов открытых островов и биологических видов был взят академик живописи Павел Михайлов, выполненные им виды Южных Шетландских островов использовались в английских лоциях даже в 1940-е годы.
Русская антарктическая экспедиция завершилась полным успехом, став второй (после Джеймса Кука), которая обошла всю Антарктику. Из 751 дня экспедиции 527 были проведены под парусами; общая протяжённость маршрута составила 49 860 морских миль (86 475 вёрст). 127 дней экспедиция находилась в широтах выше 60° ю. ш.; к берегам Антарктиды команда подходила 9 раз, в том числе четырежды на расстояние 3—15 км. На карту Антарктики было нанесено 28 объектов, обнаружено и поименовано 29 островов в высоких южных широтах и тропиках.
Описание экспедиции было опубликовано в 1831 году на русском языке в двух томах с приложением атласа рисунков; в 1842 году был опубликован краткий отчёт о ней в Германии. Полный перевод книги Беллинсгаузена на английский язык вышел только в 1945 году под редакцией известного полярника Фрэнка Дебенхэма. В связи с норвежской аннексией острова Петра I и предложениями США о коллективном суверенитете надо всем материком в 1930-е — 1940-е годы вспыхнул спор о приоритете Беллинсгаузена и Лазарева в открытии Антарктического континента, который приобрёл (по выражению Эрки Таммиксаара) «гиперполитический» характер в годы холодной войны. В результате и в XXI веке представители российской, британской и американской историографии могут высказываться как за, так и против приоритета Беллинсгаузена. Всё чаще встречается утверждение, что в период 1819—1821 годов Антарктида была одновременно открыта тремя мореплавателями из России, Великобритании и США: Фаддеем Беллинсгаузеном, Эдвардом Брансфилдом и Натаниэлем Палмером. С последним Беллинсгаузен встречался на Южных Шетландских островах и даже приглашал его к себе в гости на борт шлюпа «Восток».

## План и снаряжение

### Предыстория

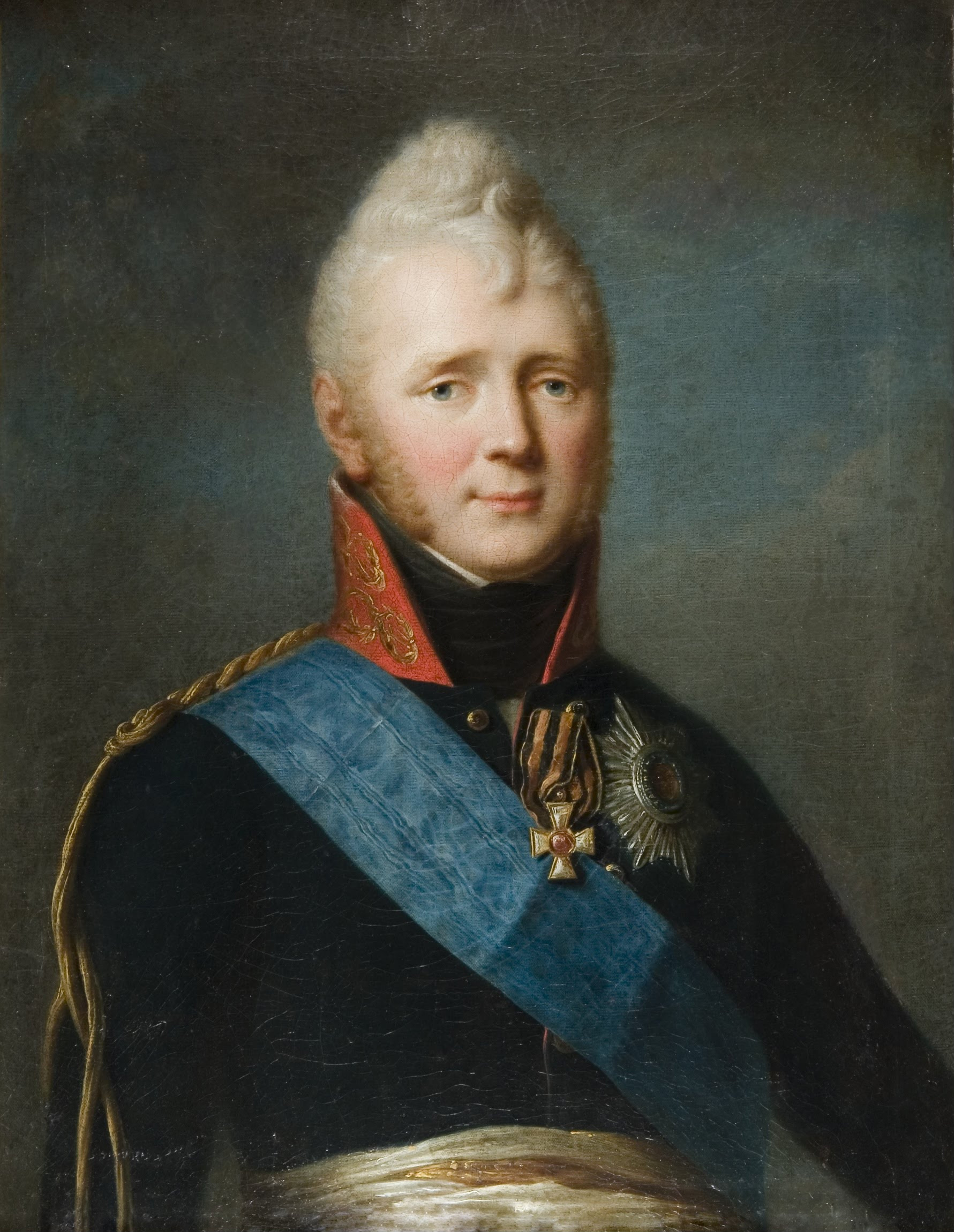
С. С. Щукин. Портрет императора Александра Павловича, 1800-е годы

Впервые в историографии вопрос об инициаторе двойной российской экспедиции в высокие северо- и южнополярные широты был поставлен в 1950-е годы, когда началось широкое советское проникновение в Антарктиду. Обыкновенно утверждалось, что в 1810-е годы независимо друг от друга были представлены проекты И. Ф. Крузенштерна, Г. А. Сарычева, О. Е. Коцебу и В. М. Головнина. Напротив, английские авторы, такие как библиотекарь Королевского географического общества Хью Роберт Милл или директор кембриджского Полярного института им. Роберта Скотта Фрэнк Дебенхэм, приписывали план морскому министру де Траверсе. Начальник экспедиции Ф. Ф. Беллинсгаузен и астроном И. М. Симонов утверждали, что инициатива в организации путешествия принадлежала лично императору Александру I.
Судя по данным, обобщённым Э. Таммиксааром и Т. Кииком, в 1818 году большой интерес у императора Александра I вызвало возвращение экспедиции О. Коцебу на бриге «Рюрик», в сентябре государь пожелал получить максимально подробный отчёт. По ряду причин отчёт был подготовлен И. Крузенштерном, который дополнительно отправил морскому министру Траверсе рукопись своей статьи о первой попытке достижения высоких арктических широт В. Чичаговым в 1765—1766 годах. Министр заинтересовал этим императора, о чём сообщал 14 (26) января 1819 года. Для Крузенштерна это означало, что настроения начальства благоприятны для отправления государственной экспедиции с научными целями. Открытия Коцебу в северной части Тихого океана ориентировали будущий план на достижение Северного Ледовитого океана через Берингов пролив. В послании Крузенштерна де Траверсе впервые упоминался и Беллинсгаузен как возможная кандидатура начальника экспедиции; к январю 1819 года план уже был одобрен императором, хотя начальником экспедиции был назначен Г. Шишмарёв.
В данном контексте совершенно не ясно, каким образом экспедиция приобрела глобальный масштаб, и откуда взялся план исследования южнополярных вод. Попытки обнаружения Южного континента в XVIII—XIX веках во многом определялись существовавшей в ту эпоху теорией о Неведомой Южной земле. Первым исследователем, который зашёл в Южный океан в широты выше 50° ю. ш., был Джеймс Кук. В ходе своего второго кругосветного плавания 1772—1774 годов он подошёл близко к кромке пакового льда. 17 января 1773 года Кук впервые в истории мореплавания пересёк Южный полярный круг, но, достигнув 67°15′ ю. ш., столкнулся с непреодолимыми льдами. В январе 1774 года Кук достиг 71°10′ ю. ш., но и здесь был остановлен паковыми льдами. Он не отрицал существования Южного материка, но полагал его недоступным для мореплавателей:

«…Бо́льшая часть южного материка (если предположить, что он существует) должна лежать в пределах полярной области выше южного полярного круга, а там море так густо усеяно льдами, что доступ к земле становится невозможным. Риск, связанный с плаваньем в этих необследованных и покрытых льдами морях в поисках южного материка, настолько велик, что я смело могу сказать, что ни один человек никогда не решится проникнуть на юг дальше, чем это удалось мне. Земли, что могут находиться на юге, никогда не будут исследованы».

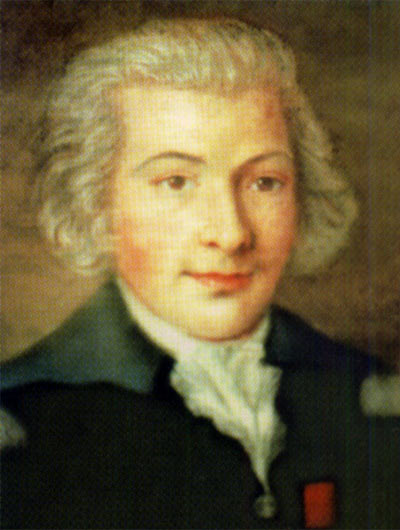
Портрет морского министра де Траверсе

Крузенштерн полностью доверял авторитету Кука и прямо заявлял, что великий английский мореплаватель «похоронил» идею Terra Australis. Однако ещё 18 июля 1818 года, вскоре после возвращения Коцебу, Иван Фёдорович представил президенту Академии наук С. С. Уварову проект исследования тихоокеанского региона в поясе по 20° к северу и югу от экватора, с целью разведки неизвестных архипелагов и завершения великих географических открытий. Предполагалось реализовать проект в кооперации Академии и морского министерства; о содержании этого проекта Крузенштерн писал в предисловии к отчёту Коцебу, опубликованному в 1821 году. В результате Э. Таммиксаар и Т. Киик делали вывод, что инициатором экспедиции, которая должна была превзойти результаты Кука, был лично министр де Траверсе, преследуя в первую очередь политические цели. Косвенно это подтверждается тем, что он не предпринял никаких действий для обсуждения южнополярного проекта ни с одним из опытных океанских моряков, ему подчинённых. Также в личном фонде Траверсе (ЦГАВМФ) сохранились заметки на французском и русском языках, с выписками из описания путешествия Кука и прикидкой плана посылки двух шлюпов — одного в Арктику, второго в Антарктику. Далее министр обратился к Г. Сарычеву, который находился в плохих отношениях с Крузенштерном и Коцебу, для разработки рекомендаций к конкретному плану. В этих анонимных заметках не использовались термины «Северный полюс» или «Южный полюс».
10 (22) января 1819 года де Траверсе встретился с императором Александром Павловичем. По состоянию на 2014 год так не было обнаружено документов о первоначальном проекте двойной экспедиции. Возможно, это свидетельствует, что проект был секретным. Только 31 марта (12 апреля) 1819 года император лично подписал приказ о финансировании экспедиции в сумме 100 000 рублей. В тот же день Крузенштерн из своего эстляндского имения отправил де Траверсе подробное письмо, из которого следует, что он не был информирован о переговорах в эшелонах высшей власти. Судя по документам из архивного фонда Траверсе, министр лично сформулировал географические цели обеих экспедиций; позднее эти пункты вошли в инструкцию, опубликованную в отчёте Беллинсгаузена. Вероятно, главным консультантом был Г. Сарычев.
Отсутствие документальных свидетельств не позволяет понять причин спешки в снаряжении экспедиции, а также почему финансирование было удвоено и было принято решение отправить четыре корабля вместо двух. 3 (15) февраля 1819 года морской министр от имени императора подписал приказ о формировании экспедиции. В документах Траверсе отряды именовались «дивизиями». По имеющимся данным, роль Крузенштерна в планировании и формировании экспедиции была минимальной.

### Цели и задачи
Путешествия Васильева — Шишмарёва и Беллинсгаузена — Лазарева были, соответственно, третьей и четвёртой русскими кругосветными экспедициями, организованными и финансируемыми государством. В Портсмуте оба отряда встретили шлюп «Камчатка» под командой лейтенанта Головнина, возвращавшийся из второго кругосветного плавания. Отряд Васильева пересёк экватор на пять дней раньше Беллинсгаузена. Рип Балкли опровергал тезис о сугубо научном характере экспедиции. По его словам, грань между задачами военно-морского и торгового флота была чрезвычайно размытой, поскольку ещё экспедиция Крузенштерна возила коммерческие грузы и специалистов Российско-американской компании. Всего из 23 русских кругосветок, предпринятых при Александре I, половина была коммерческой.
По Балкли, русские кругосветные экспедиции имели важное геополитическое значение в условиях освоения Аляски и изоляционистской политики Китая и Японии. Первая русская кругосветная экспедиция планировалась ещё при Екатерине II в связи с плаваниями Кука в северной части Тихого океана. Снаряжение экспедиций Васильева и Беллинсгаузена определялось военно-политическими целями. После Венского конгресса произошло значительное ухудшение русско-британских отношений, и лорд Джон Барроу в 1817 году высказывал опасения, что Россия первой освоит Северо-Западный проход. Существует предположение, что в 1818 году Барроу планировал двойную экспедицию по два корабля в каждой, чтобы достигнуть полюса со стороны Берингова пролива и пролива Дэвиса; когда о планах стало известно императору Александру I, это привело к форсированию сроков снаряжения. Однако контр-адмирал Л. И. Митин отмечал, что экспедиция Беллинсгаузена носила исключительно научный характер и не предполагала целей территориальной экспансии. По Р. Балкли само по себе отсутствие политических целей в программе экспедиции ещё ни о чём не свидетельствует: у британских арктических экспедиций Бичи, Парри и Джона Росса 1818—1819 годов также не было политических целей в инструкциях, данных Адмиралтейством, как не было их при отправлении Франклина в 1845 году. Более того, Р. Балкли утверждал, что без научных целей в политическом отношении экспедиция была бы значительно менее эффективной. Весьма примечательным был следующий пассаж в описании Беллинсгаузена:

В случае обретения островов и других ещё неизвестных берегов, также в память пребывания нашего в разных местах, повелено было оставлять и раздавать медали, важнейшим людям серебряные, а другим бронзовые. Сии медали нарочно были вычеканены в С.-Петербургском Монетном дворе; на одной стороне оных изображение императора Александра I, а на другой надпись: шлюпы «Восток» и «Мирный», 1819 года, то есть время, в которое сии шлюпы отправлены.
Инструкция Морского министерства была подписана государем 10 (22) мая. Важнейшими пунктами были следующие:
1. до прибытия в Бразилию предполагаются заходы в Англию и на Канарские острова;
2. далее экспедиция следует до Южной Георгии, после чего должна с восточной стороны обойти Сандвичеву землю и продвинуться как можно южнее;
3. далее следует «употребить всевозможное старание и величайшее усилие для достижения сколько можно ближе к полюсу, отыскивая неизвестные земли, и не оставить сего предприятия иначе, как при непреодолимых препятствиях»;
4. после окончания первого антарктического лета для пополнения запасов и отдыха отправляться в Порт-Джексон (Сидней);
5. из Австралии пройти в тихоокеанские воды, обследовав острова, которые изучал Коцебу, «и сделать изыскания о других с ними соседственных, о коих упоминали жители первых»;
6. после второго посещения Австралии «снова отправиться на юг к отдалённейшим широтам; возобновить и… продолжать свои исследования по прошлогоднему примеру с таковою же решимостью и упорством, и проплывёт остальные меридианы, для совершения пути вокруг земного шара, обратясь к той самой высоте, от которой дивизия отправилась»; после успешного выполнения задания вернуться в Россию.

Государь повелевает также во всех землях, к коим будут приставать, и в которых будут находиться жители, поступать с ними с величайшей приязнью и человеколюбием, избегая сколько возможно всех случаев к нанесению обид или неудовольствий, а напротив того стараясь всемерно привлечь их ласкою и не доходить никогда до строгих мер, разве только в необходимых случаях, когда от сего будет зависеть спасение людей, вверенных его начальству.

### Снаряжение и состав

#### Командиры и команда

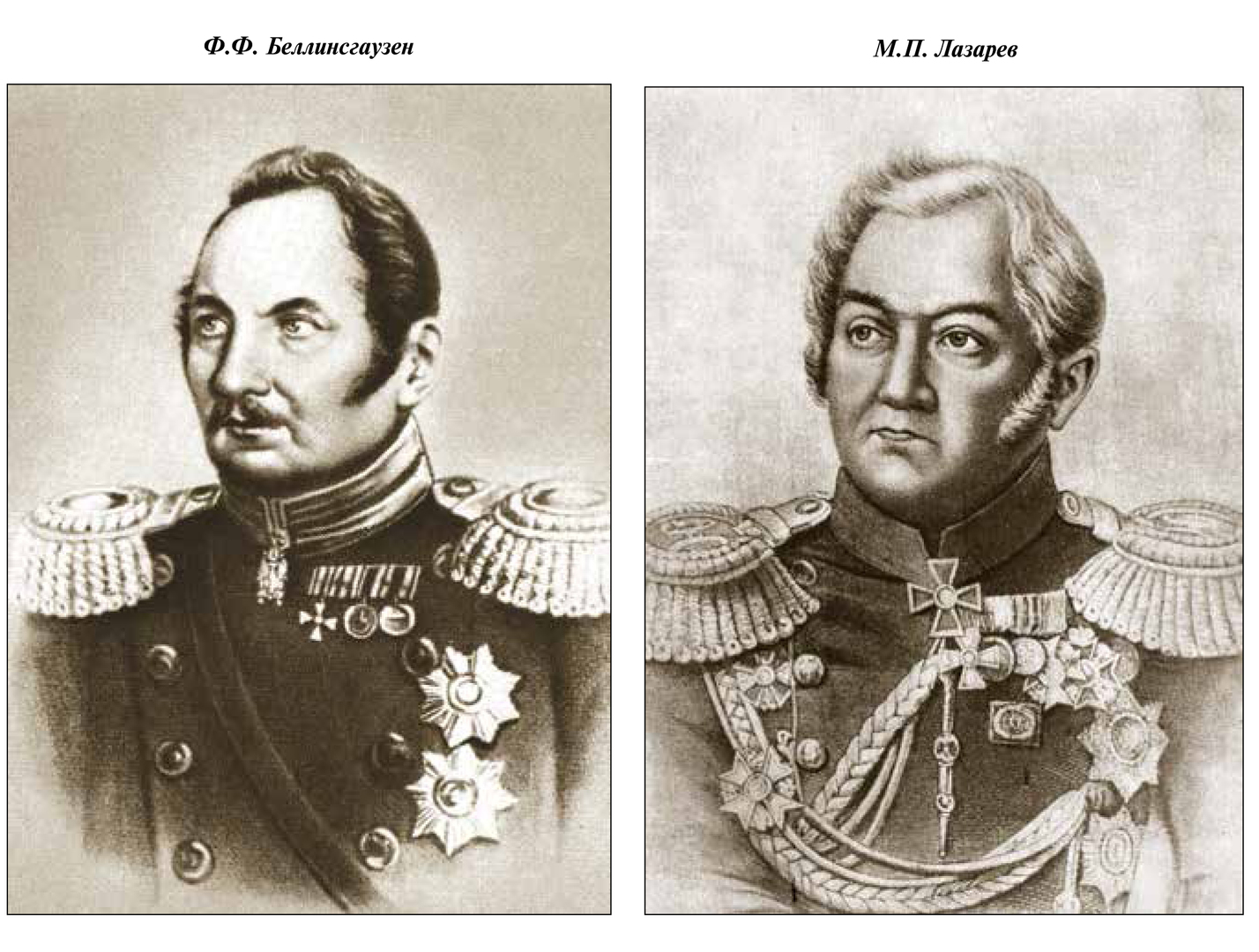
Руководители экспедиции

Судя по имеющимся архивным документам, чрезвычайно сложным оказался вопрос о начальнике экспедиции. Министр де Траверсе постоянно откладывал решение, 15 (27) марта были подписаны приказы о назначении Шишмарёва и Лазарева; последний получил под командование шлюп «Мирный». Брат Лазарева — Алексей Петрович — служил лейтенантом на «Благонамеренном». Только к 22 апреля (4 мая) был назначен командир второй дивизии — Васильев. И. И. Траверсе первоначально намеревался назначить командиром Южной (первой) дивизии М. Ратманова; в ЦГАВМФ, однако, сохранился приказ от начала мая, согласно которому Ратманов должен был возглавлять именно вторую — северную — дивизию, но его имя было вычеркнуто. Крузенштерн заявлял, что назначение Беллинсгаузена было всецело его заслугой, однако сам Фаддей Фаддеевич утверждал, что своим местом обязан рекомендации Ратманова. Капитан второго ранга Беллинсгаузен служил тогда командиром фрегата «Флора» в Севастополе; приказ о его назначении был выпущен 4 мая, а уже 23 мая он прибыл в Петербург, предположительно, на тарантасе в одиночку; 16 июня ему были вручены инструкции, и он вступил в командование. Сверх прогонных денег ему была выдана премия в 1000 рублей. После назначения он получил и корабельную казну на непредвиденные расходы — 10 000 рублей серебром.
Офицерский состав и нижние чины в экспедиции были набраны из добровольцев. Для матросов существовали жёсткие условия отбора: отличное состояние здоровья, возраст не свыше 35 лет, знание сверх своей специальности какого-либо мастерства по кораблестроительной части и, наконец, умение хорошо стрелять из ружей. На борту «Востока» находилось 6 офицеров — в том числе Иван Завадовский, Аркадий Лесков и Константин Торсон, штаб-лекарь Якоб Берг, астроном Иван Симонов, художник Павел Михайлов, 36 унтер-офицеров, артиллеристов и мастеровых (в том числе 4 офицерских денщика) и 71 матрос первой и второй статей. На «Мирном» пошли 5 офицеров (в том числе Михаил Анненков и Иван Куприянов), штаб-лекарь Галкин, иеромонах Дионисий, принятый по настоянию морского министра, 22 унтер-офицера, артиллериста и человека из прислуги, 45 матросов первой и второй статей. Команду щедро премировали: ещё до выхода в море Беллинсгаузен получил от государя 5000 рублей серебром, а Лазарев — 3000, все офицеры и рядовые удостоились годового жалованья «не в зачёт». Государь повелел увеличить оклад денежного содержания в 8 раз, при том, что стандартное жалованье матроса первой статьи было 13 рублей 11 копеек в год. Однако конкретных сумм в отчёте Беллинсгаузен не называл. Мичман Новосильский утверждал, что повышенное жалованье выплачивалось серебром только два раза, а остальные суммы — ассигнациями, что даёт надбавку в 250 %. Кроме того, офицеры и учёные получили столовые деньги в размере 30 золотых червонцев в месяц, что эквивалентно 70 серебряным рублям.

#### Экспедиционные суда

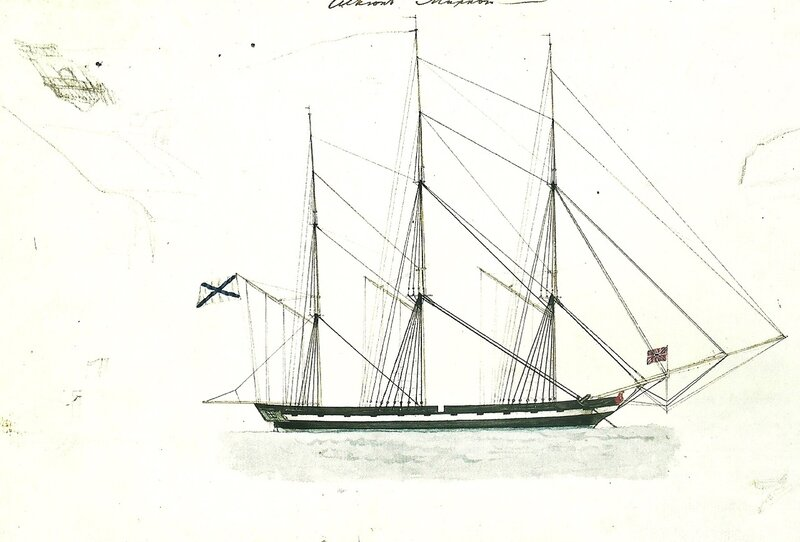
Шлюп «Мирный». Акварель из альбома П. Михайлова

Для экспедиции снаряжалось два корабля — шлюп «Мирный» и шлюп «Восток». Сведений об этих судах сохранилось мало. В 1973 году теоретический чертёж обоих шлюпов был восстановлен С. Лучининовым на основе сохранившихся чертежей XIX века. «Восток» был построен корабелом И. А. Амосовым, который в 1818 году работал на Охтинской военно-морской верфи под началом инженера В. Ф. Стоке, британца по происхождению. По словам Беллинсгаузена, «Восток» был точной копией шлюпа «Камчатка», прототипом которого, в свою очередь, был 32-пушечный фрегат, построенный по проекту французского инженера Жака Балтазара. Судно было спущено на воду 16 июля 1818 года, имело водоизмещение 900 тонн, длину 129 футов 10 дюймов (39,53 м) и ширину 32 фута 8 дюймов (9,96 м); однако у шлюпа был чрезмерно большой рангоут: грот-мачта от киля имела высоту 136 футов (41,45 м). Второй шлюп — «Мирный» — был систершипом корабля «Благонамеренный» второй дивизии и был построен в Кронштадте как транспорт «Ладога». После переименования он был модернизирован для нужд экспедиции. Длина его достигала 120 футов (36,58 м), ширина — 30 футов (9,14 м), водоизмещение 530 тонн; он больше напоминал суда экспедиции Кука. На каждом шлюпе имелись 4 или 5 открытых шлюпок разного размера, от четырёхвёсельного катера до шести- или восьмивёсельных баркасов. На «Востоке» были установлены шестнадцать 18-фунтовых орудий на батарейной палубе и ещё двенадцать 12-фунтовых карронад на спардеке. В те времена считалось, что карронады более эффективны для столкновений с пиратами или туземными каноэ. На «Мирном» было шесть карронад и 14 трёхфунтовых орудий. Во время стоянки в Британии орудийные порты батарейной палубы были заделаны. Основная часть экипажа располагалась на ночлег в привязных гамаках на батарейной палубе, офицерские каюты и кают-компания располагались на корме.
Одной из главных задач Беллинсгаузена на всём протяжении плавания была забота о том, чтобы суда не разлучались. Мореходные качества шлюпов были различны, а Лазарев считал, что «Восток» был судном «вовсе неудобным к такому предприятию по малой вместительности своей и тесноте как для офицеров, так и для команды». Беллинсгаузен утверждал, что морской министр Траверсе избрал «Восток» только потому, что однотипный шлюп «Камчатка» уже находился в кругосветном плавании, хотя капитан В. М. Головнин и сообщал в отчётах о неудовлетворительных мореходных качествах своего корабля. Помимо чрезмерной высоты рангоута, на «Востоке» было неудачное рулевое устройство, недостаточно прочный корпус, построенный из сырой древесины, малая высота комингсов люков на верхней палубе и тому подобное. Только перед отплытием подводная часть шлюпа была обшита медными листами. Корпус «Востока» оказался слабым для плавания в полярных льдах, и его приходилось неоднократно укреплять и ремонтировать в ходе путешествия. К концу экспедиции состояние шлюпа оказалось настолько плачевным, что побудило Беллинсгаузена прервать плавание на месяц раньше запланированного. Снаряжением шлюпов занимался М. П. Лазарев, поскольку Беллинсгаузен был назначен всего за 42 дня до отплытия. Для себя он избрал «Мирный», построенный мастером Колодкиным в Лодейном Поле, вероятно, по проекту И. В. Курепанова. Лазареву удалось оснастить подводную часть шлюпа второй (ледовой) обшивкой, заменить сосновый руль на дубовый и дополнительно укрепить корпус. Единственным недостатком судна была тихоходность.

#### Снабжение и условия обитания команды
Беллинсгаузен решил принять на борт запас провианта на два года, тогда как стандартный для военных судов был рассчитан на шесть месяцев. По описям было взято 20,5 тонн сушёного гороха, 7 тонн овса и гречихи, 28 тонн солонины, 65,8 тонны сухарей (крупитчатых и пеклеванных), много квашеной капусты (известен только объём бочек для неё) и 3926 литров водки. Хотя планировалось применение «дощатого бульона» — супового концентрата, но он так и не высох после выварки, и удалось взять не более одной восьмой части от заказанного. Поставщиков сухарей, мяса и капусты Беллинсгаузен перечислял поимённо за высокое качество их продукции. Запасов оказалось совершенно недостаточно, и уже в Рио-де-Жанейро пришлось закупить 16 тонн крупы и ром. В результате экспедиция пополняла запасы в Дании, Бразилии и Австралии, что обеспечивало автономность плавания в 4—5 месяцев. Был взят и табак из расчёта 1,3 кг на каждого человека (по весу за время всей экспедиции — это примерно полторы современные сигареты в день). Табак закупали в Рио в начале и конце плавания. Подробной описи припасов для «Востока» и «Мирного» не сохранилось, но имеется таковая для «Благонамеренного» и «Открытия»; вероятно, нормы снабжения были идентичны. По Р. Балкли, официальные нормы британского флота превосходили российские, однако реальной практикой было занижение; вдобавок в 1823 году нормы были уменьшены вдвое. Кроме того, русские корабли много времени проводили в гавани, где командиры всегда закупали свежие припасы, о чём неоднократно упоминается в описаниях путешествий. Уже в июле 1819 года Беллинсгаузен упоминал, что в Копенгагене увеличил мясной рацион для повышения боевого духа команды и наращивания физических сил людей (по фунту говядины в день и кружке пива на человека). Для борьбы с цингой предполагались солодовый отвар, хвойная эссенция, лимоны, горчица и патока. Сахара было взято всего 196 кг, и его выдавали по большим праздникам, таким как Рождество или тезоименитство императора. Повседневным напитком экипажа был чай, его запасы пополнялись в Лондоне и Рио.
Рядовые члены экипажа снабжались из казны. По описи полагалось на человека: тюфяк, подушка, суконное одеяло и 4 простыни; 4 мундира, 2 пары рубах и 6 пар льняных кальсон, 4 комплекта непромокаемой одежды (штаны и куртка), шинель, 1 меховая шапка и 2 фуражки, 1 морская шляпа, три пары сапог (1 — с фланелевой подкладкой), 8 пар шерстяных носков, 11 льняных и 7 фланелевых комплектов белья. Это обошлось в 138 134 рубля из расчёта на 298 членов команды, оплаченных пополам Адмиралтейским департаментом и Министерством финансов. Беллинсгаузен заботился о здоровье своих людей, всегда закупая свежие продукты в каждом порту; команда регулярно мылась и стирала одежду, до отбоя старались держать людей на верхней палубе и проветривать и просушивать переполненные батарейные палубы. Беллинсгаузен запретил на «Востоке» порку как меру наказания, однако распространялось ли это на «Мирный» — неизвестно.

### Научное оснащение

#### Приборы и пособия

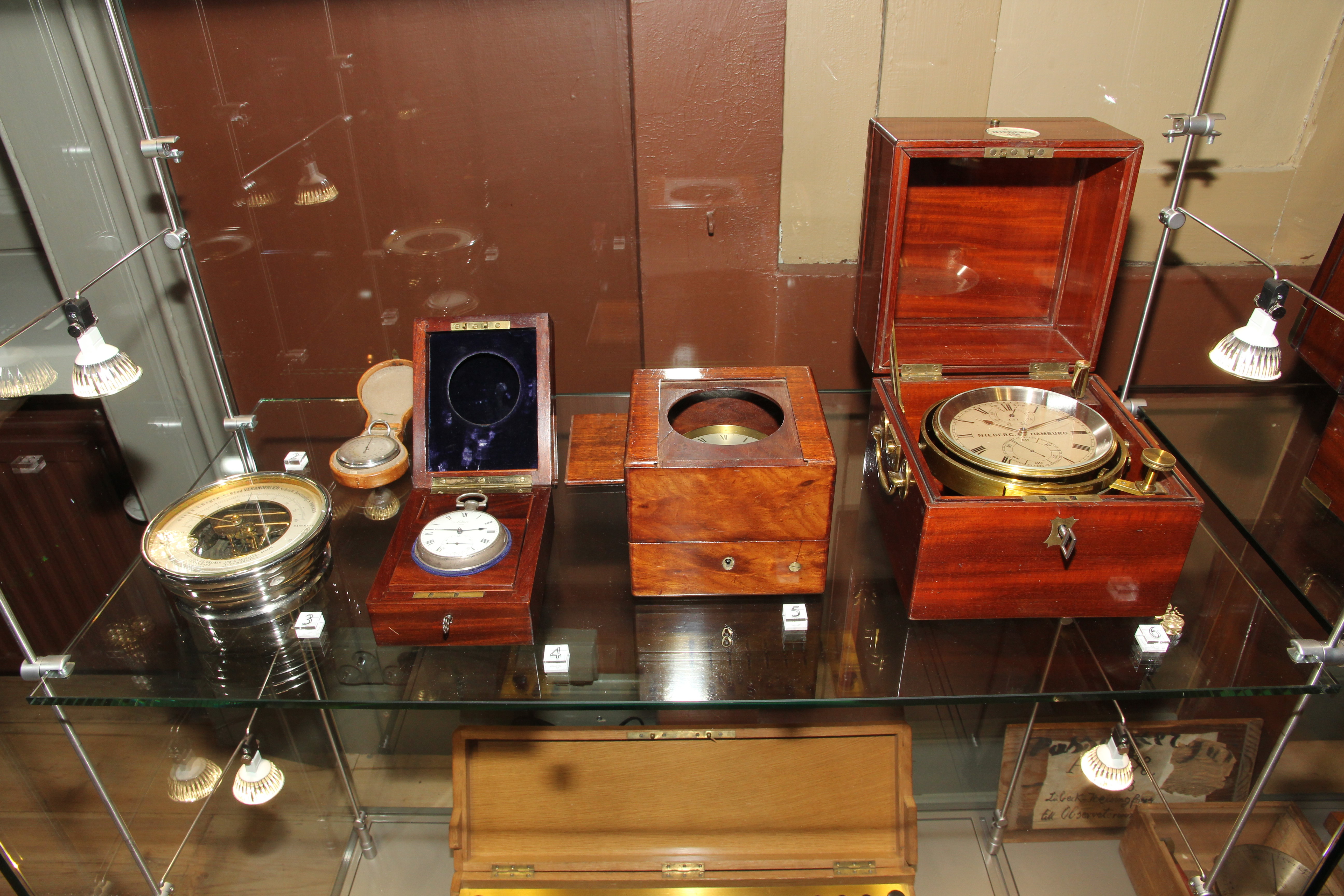
Хронометры и анероиды из коллекции обсерватории Хельсинки. № 4 — хронометр Арнольда 1807 года.

Для нужд дивизий Беллинсгаузена и Васильева Адмиралтейский департамент составил список необходимых книг и инструментов. Судовая библиотека включала русские описания путешествий Сарычева, Крузенштерна, Лисянского, Головнина, французский перевод описания третьего плавания Кука, а, кроме того, понадобилось купить описание второго плавания Кука ввиду отсутствия его первого тома в библиотеке военно-морского ведомства. Большинство описаний иностранных путешествий, включая Ансона, были доступны во французских переводах. Были приобретены морские альманахи на 1819 и 1820 годы, руководства по навигации, гидрографии и магнетизму, а также сигнальная книга. Были также выделены средства на закупку недостающего в Лондоне, в частности альманаха на 1821 год, а также карт новейших на тот момент путешествий, в том числе бразильских. В дополнение к навигационному оборудованию Беллинсгаузен приобрёл и всемирный атлас, выпущенный в 1817 году, и атлас Австралии Флиндерса 1814 года. Во время стоянки в Копенгагене был куплен труд о магнетизме Кристофера Ханстена, вышедший только в начале 1819 года, на основе которого проводились поиски Южного магнитного полюса. Астрономические и навигационные инструменты были заказаны заранее, но к августу 1819 года, когда Беллинсгаузен, Симонов и Лазарев ездили в Лондон, доставлено было далеко не всё. Беллинсгаузен упоминал закупку инструментов Арроусмита. Было решено выйти за пределы бюджета, поэтому были закуплены два хронометра Арнольда (№ 518 и 2110) и два — Барро (№ 920 и 922), трёх- и четырёхфутовые рефракторы с ахроматическими линзами, 12-дюймовый рефлектор, а для Симонова — пассажный инструмент и искусственные горизонты. Отражательные круги Троутона оказались слишком неудобными для использования в море. Для «Востока» были куплены секстанты Троутона и Доллонда; некоторые приборы приобрели частным образом на собственные средства офицеры. Термометры были сконструированы для принятой в России шкалы Реомюра, но Симонов использовал и шкалу Фаренгейта. Беллинсгаузен упоминал инклинометр и карманный компас, которыми пользовался на берегу; капитан приобрёл также глубоководный термометр. Однако не удалось достать маятникового прибора для гравиметрических исследований.
Купленные инструменты и пособия были разного качества. Беллинсгаузен отмечал, что точность британского морского альманаха сильно упала после кончины Маскелина и что сам он нашёл в альманахе на 1819 год не менее 108 ошибок. Крайне неудачными оказались хронометры, рекомендованные сэром Джозефом Банксом, который лоббировал интересы семьи Арнольда. Эта же фирма поставила Джеймсу Куку «очень плохие» хронометры, которые спешили на 101 секунду в сутки. Рип Балкли назвал качество хронометров на «Востоке» «ужасающим»: уже в мае 1820 года они спешили на 5—6 минут в сутки, тогда как на «Мирном» один из хронометров Барро набирал по 10,5 минут в сутки. Уильям Парри в том же 1819 году потратил пять недель на сверку своих хронометров в Гринвичской обсерватории, тогда как Симонов не менее 40 % всего времени наблюдений посвятил ходу хронометров и установлению истинного времени. Глубоководный термометр сломался уже при втором его употреблении — впрочем, Беллинсгаузен утверждал, что здесь была повинна небрежность персонала.

#### Вопрос о натуралисте

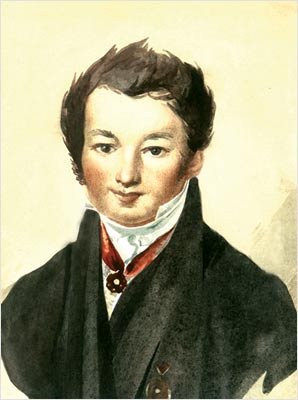
Профессор Симонов — астроном экспедиции. Портрет неизвестного художника, около 1822

Функции натуралиста в кругосветных парусных экспедициях распространялись на все сферы знаний, которые не требовали математических расчётов (этими последними занимались астрономы или офицеры-штурманы). В обязанности судового натуралиста входило описание не только новых видов животных и растений, но и культуры первобытных народов и даже геологических и гляциологических формаций. В инструкциях Адмиралтейского департамента упоминались двое немецких учёных, которые были признаны подходящими кандидатурами: медик Карл Генрих Мертенс, только что окончивший Университет Галле, и доктор Густав Кунце (Лейпцигский университет). Предполагалось, что к 24 июня 1819 года они должны будут прибыть в Копенгаген, где Мертенс поступил бы в дивизию Беллинсгаузена, а Кунце — Васильева. Когда обе дивизии прибыли в Копенгаген 15 июля, оказалось, что из-за малого времени «для заготовления всего нужного» оба учёных отказались следовать на русских шлюпах. Это привело к большому замешательству не только на судах экспедиции, но и в Петербурге. Сохранилась переписка морского министра де Траверсе с министром народного просвещения князем А. Н. Голицыным, из которой следует, что научная команда на «Востоке» должна была включать астронома Симонова, натуралиста Мертенса и художника Михайлова. Вскоре из Петербурга прибыл приказ найти учёного на месте, что так и не удалось.
Причины, по которым стал возможен такой казус, дискутируются в историографии. Возможно, что позднее приглашение диктовалось условиями секретности, в которых снаряжалась экспедиция. По архивным данным, решение о кандидатурах немецких учёных было принято за четыре недели до срока их явки; формальный приказ об их назначении был издан 10 июля 1819 года, то есть когда экспедиция уже находилась в пути по Балтийскому морю. Вдобавок Кунце защитил докторскую диссертацию 22 июня 1819 года, и крайне маловероятно, что он согласился бы и сумел бы физически оказаться в Копенгагене через два дня после этого. Хотя Е. Е. Шведе в предисловии к изданию отчёта экспедиции писал, что учёные «испугались предстоящих трудностей», по Рипу Балкли главным виновником ситуации выступила неуправляемость российской военно-морской бюрократии.
Главные задачи экспедиции Беллинсгаузена относились к географическим исследованиям. Поскольку Симонов был единственным профессиональным учёным на борту, ему пришлось одновременно со своими прямыми обязанностями заниматься также сбором растительных и животных образцов; последнее, как и набивку чучел, он охотно передоверял судовым медикам Бергу и Галкину. Он не всегда бывал на высоте: 5 октября 1819 года Иван Михайлович получил сильный ожог во время ловли физалии, хотя Беллинсгаузен и предостерегал его. По замечанию Р. Балкли, Симонов меньше, чем Беллинсгаузен, занимался гравиметрическими и океанографическими наблюдениями; при этом магнитные измерения для капитана имели значение как важный аспект навигации и географических наблюдений, а не как аспект чистой науки. Вероятно, для Симонова не меньшее значение имела работа журналиста и историографа экспедиции; именно его путевые заметки стали первыми публикациями о ходе плавания, а серия магнитных измерений вышла в свет намного позже. В статью о магнетизме вошла примерно половина материала замеров.

## Ход экспедиции
Примечание: все даты приведены по юлианскому календарю, разница которого с григорианским составляла в XIX веке 12 дней.

### Плавание в Атлантике (июль — ноябрь 1819)

#### Кронштадт, Копенгаген, Портсмут

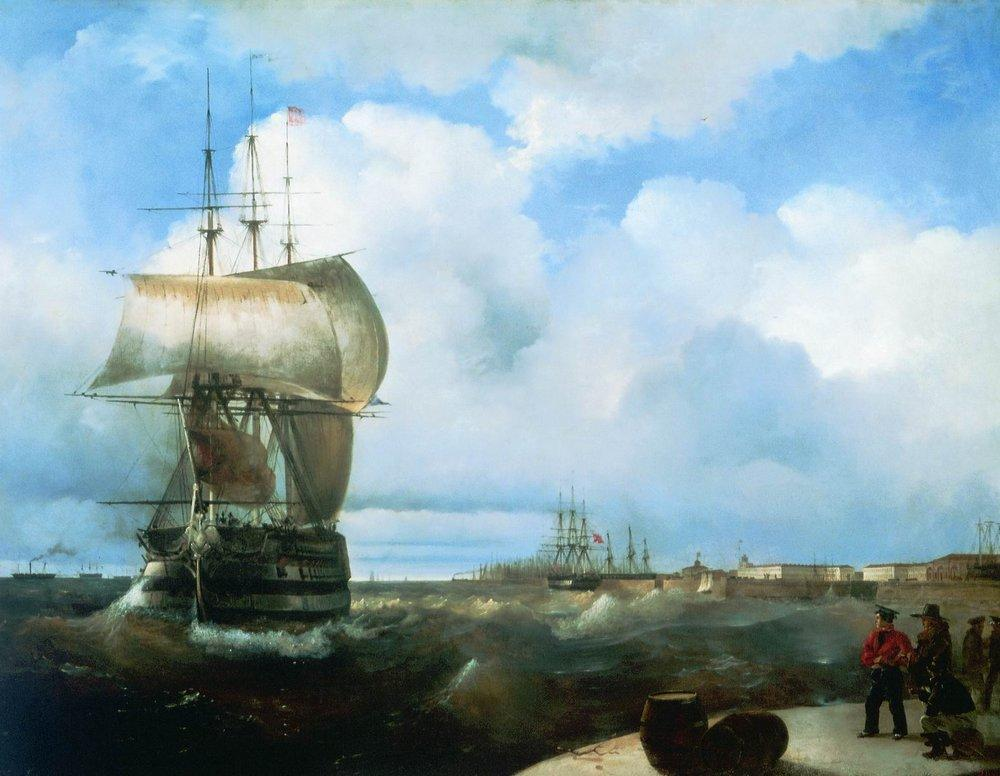
И. Айвазовский. Большой рейд в Кронштадте. 1836, холст, масло, 71,5 × 93 см. Государственный Русский музей

23 и 24 июня 1819 года снаряжаемые на Малом Кронштадтском рейде шлюпы «Восток», «Мирный», «Открытие» и «Благонамеренный» посетили морской министр и государь император. На этот период работы по дооснащению судов были остановлены, а далее продолжались вплоть до самого отплытия. 25 июня капитаны Беллинсгаузен и Васильев были призваны на императорскую аудиенцию в Петергоф. Отплытие обеих дивизий экспедиции состоялось 4 июля в шесть часов пополудни и сопровождалось церемонией, во время которой экипажи прокричали пятикратное «ура» и отсалютовали крепости. Четыре корабля следовали единым отрядом до Рио-де-Жанейро. До 19 июля экспедиция неделю провела в Копенгагене, где были получены дополнительные инструкции и стало известно, что приглашённые немецкие натуралисты не смогут принять участие в плавании. Начальник датского архива морских карт адмирал Левенёрн снабдил экспедицию некоторыми необходимыми картами и посоветовал приобрести опреснительный аппарат. 26 июля экспедиция прибыла в Дил и 29-го перешла на Спитхедский рейд в Портсмуте. Там уже находился шлюп «Камчатка» под командой Головнина, завершавший кругосветное плавание. 1 августа, наняв дилижанс, Фаддей Беллинсгаузен с Лазаревым, офицерами и астрономом Симоновым отправился в Лондон, где пробыл 9 дней; главным образом для доставки заказанных карт, книг и приборов. В результате удалось получить далеко не всё, и только при содействии генерального консула А. Я. Дубачевского. Перестройка «Мирного», закупка овощных консервов и пивной эссенции задержали экспедицию в Портсмуте до 25 августа. 20 августа в Англию пришёл транспорт Российско-американской компании «Кутузов», совершавший кругосветное плавание под началом капитан-лейтенанта Гагемейстера.
26 августа отряд двинулся на Тенерифе, где надлежало запастись вином и свежими припасами. Трое матросов шлюпа «Мирный» получили в Англии венерическую болезнь, но прогноз доктора Галкина был благоприятный; на «Востоке» заболевших не было. В Атлантике на шлюпах установился рабочий ритм: экипаж был разделён на три вахты, в случае аврала это позволяло поднимать уже отдохнувшую часть команды. В дождливую и штормовую погоду вахтенным начальникам было предписано следить, чтобы «служители» обязательно меняли одежду, а мокрое складировалось вне жилой палубы и просушивалось на ветру. По средам и пятницам устраивали банно-постирочный день (в эти дни освобождался один котёл на камбузе, что позволяло получать горячую воду). Койки также стирали 1-го и 15-го числа каждого месяца; генеральную уборку палуб делали на ходу два раза в неделю, а на стоянках ежедневно. Жилую палубу регулярно проветривали и протапливали «для разжижения воздуха», а если позволяла погода, команда питалась на шканцах и баке, «чтобы в палубах не оставалось сырых от кушанья паров и нечистоты». Из-за того, что в констапельскую и броткамеру на «Востоке» просачивалась вода через кормовой подзор, 10 сентября пришлось провести через капитанскую каюту вентиляционную трубу; вдобавок промок и сгнил запас офицерской муки.

#### Тенерифе — экватор

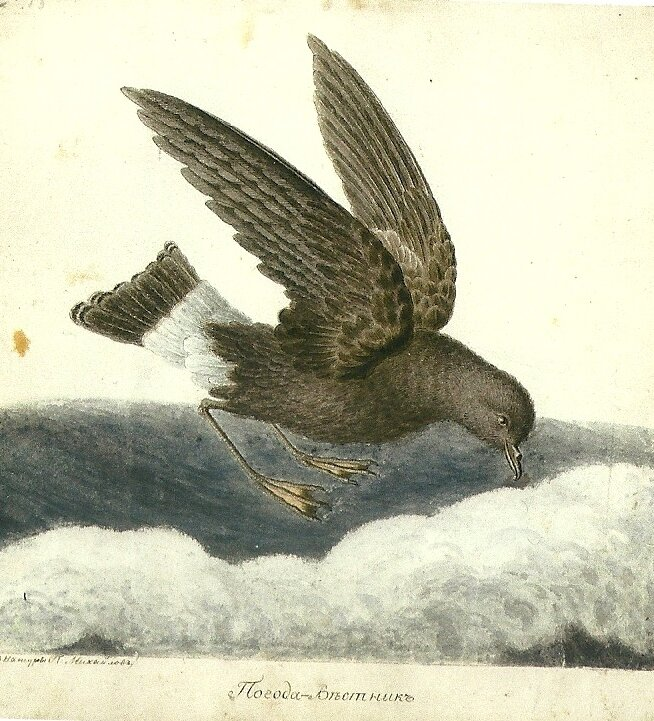
Погодовестник. Акварель из альбома П. Михайлова

В шесть часов утра 15 сентября корабли вошли в гавань Санта-Крус-де-Тенерифе, где простояли 6 дней. Четверо офицеров с обоих шлюпов и Симонов отправились к подножью Тенерифского пика, посетили ботанический сад с драконовыми деревьями и навестили сестёр генерала Бетанкура. Впрочем, главной обязанностью астронома была сверка хронометров, для этой операции ему предоставили дом морского капитана дона Антонио Родриго-Руиса. На суда был принят запас вина, взятого по цене 135 талеров за пипу.
Далее экспедиция пошла в океан со скоростью от 5,5 до 7 узлов, пользуясь северо-западным пассатом; Северный тропик пересекли 22 сентября, зафиксировав температуру воздуха в полдень 20° по Реомюру (25 °C). Начиная с 25 сентября Беллинсгаузен проводил замену стенег на «Востоке», пользуясь затишьем; это должно было уменьшить его скорость и сократить отставание «Мирного». В этот день в открытом океане русские моряки наблюдали летучих рыб, светящихся пиросом и фонтанирующих китов. С 7 октября начались штили. Жара изнуряла команду: в спальной палубе температура держалась на уровне 22,9 °R (28,6 °C). По словам Беллинсгаузена, такая погода бывала и в Петербурге, однако ночь не приносила облегчения, а температура воздуха даже превышала температуру воды. 8 октября проводились океанографические работы: измерения плотности морской воды и её температуры до глубины 310 саженей. Был получен результат 78 °F (25,56 °C), однако Беллинсгаузен полагал, что вода верхних слоёв океана смешивалась в батометре с забранными образцами и искажала результаты. Также попытались измерить постоянную скорость экваториального течения, для этого опустили на 50 саженей медный котёл объёмом 8 вёдер и получили результат 9 миль в сутки. 12 октября морякам удалось увидеть и застрелить птиц «погодовестников», что свидетельствовало о близости суши.
В 10 часов утра 18 октября экспедиция, находившаяся к тому времени в море 29 дней, пересекла экватор. Беллинсгаузен оказался единственным человеком на борту «Востока», который совершал это ранее, и устроил праздник Нептуна: всех окропили морской водой, а в ознаменование события всем раздали по стакану пунша, который пили при орудийном салюте. Симонов сравнил эту церемонию с «маленьким подражанием народной масленице».

#### Первое посещение Бразилии

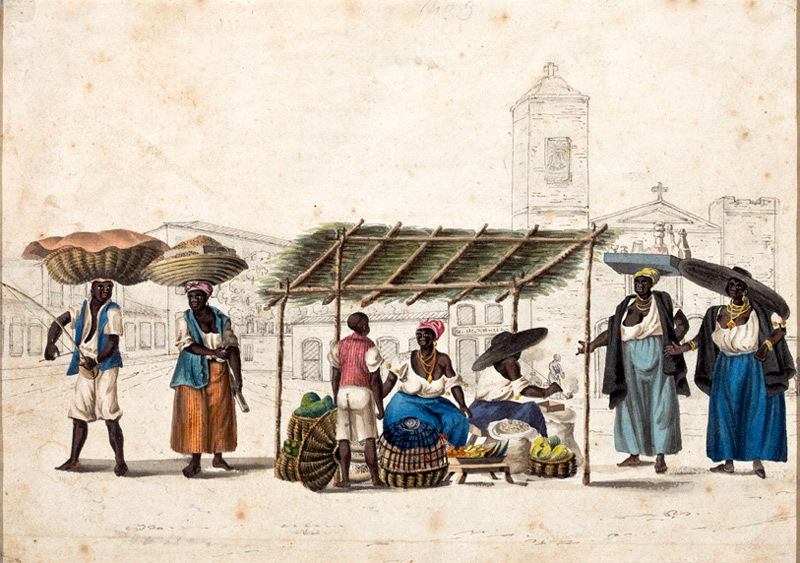
Чемберлен, Генри. Уличные торговцы в Рио. Акварель, около 1819—1820, Национальный музей искусств Сан-Паулу.

Южные пассаты в октябре несколько уменьшили жару, а ясная погода благоприятствовала астрономическим наблюдениям. Кроме Беллинсгаузена, Симонова, Лазарева и Завадовского, никто на борту не имел навыков навигатора и работы с секстантом, поэтому в условиях изобилия инструментов на борту за освоение искусства навигации принялись все офицеры.
В пять часов пополудни 2 ноября 1819 года экспедиция прибыла в Рио-де-Жанейро, ориентируясь на Пан-ди-Асукар, изображение которой имели в лоции. Трудности представил языковой барьер, поскольку на борту не было ни одного человека, владеющего португальским языком. «Открытие» и «Благонамеренный» к тому времени уже находились в гавани, поскольку не заходили на Канары. 3 ноября команду встретил генеральный консул России Григорий Лангсдорф, участник первого русского кругосветного плавания в 1803—1806 годах, и проводил офицеров к послу генерал-майору барону де Тейль-фон-Сераскеркену. 4 ноября консул арендовал для астрономов каменистый остров Радос (Крысий), на котором Симонов, гардемарин Адамс и артиллерист Корнильев установили пассажный инструмент и принялись за сверку хронометров. В целом Беллинсгаузен не был в восторге от бразильской столицы, отметив «отвратительную неопрятность» и «мерзостные лавки, в коих продаются негры». Симонов, напротив, утверждал, что Рио «кротостью нравов, роскошью и любезностью общества и великолепием духовных процессий совершенно напоминает города Южной Европы». Офицеры посетили окрестности города, кофейные плантации и водопад Трижука. 9 ноября руководители двух дивизий — Беллинсгаузен, Лазарев, Васильев и Шишмарёв — побывали на аудиенции португальского короля Жуана VI, проживавшего тогда в Бразилии. Перед отправлением были пополнены запасы, в том числе взяты на забой два быка, 40 свиней и 20 поросят, несколько баранов, утки и куры, ром и сахарный песок, лимоны, тыквы, лук, чеснок и иная зелень. 20 ноября на суда были возвращены хронометры. 22 ноября в шесть часов утра экспедиция отправилась на юг.
24 ноября в море был отслужен молебен об испрошении благополучного и успешного окончания плавания, для чего на «Восток» доставили лейтенанта Лазарева и иеромонаха о. Дионисия. На «Мирный» отправили жалованье на 20 месяцев вперёд и столовые деньги офицерам на тот же срок, «дабы в случае какого-либо несчастья со шлюпом „Востоком“ офицеры и служители „Мирного“ не оставались без удовлетворения». Лазареву была дана инструкция на случай, если корабли разлучатся: ожидать на Фолклендских островах, а после окончания сроков следовать в Австралию. При этом предписывалось в ясные дни держаться шлюпам на расстоянии от 7 до 14 вёрст, а во время туманов — одной версты или ближе.

### Первый сезон (декабрь 1819 — март 1820)

#### Исследование Субантарктики

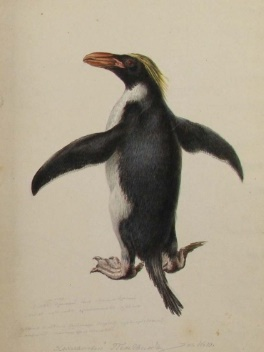
Хохлатый пингвин. Акварель из альбома П. Михайлова

После 29 ноября 1819 года погода стала заметно портиться: в этот день было два шквала с дождём и градом. Декабрьскую погоду Беллинсгаузен образно сравнивал с петербургской, «когда река Нева вскрывается, и влажность от оной морским ветром приносит в город». Направление было взято на Южную Георгию, с которой Беллинсгаузен хотел начать изыскания в Южном Ледовитом океане. Сразу после отплытия из Рио-де-Жанейро на все три мачты вахтенный отправлял наблюдателей, которые каждые полчаса доносили о состоянии моря и горизонта, и этот порядок поддерживался до конца экспедиции. 10 декабря «теплота приметно уменьшилась»: с этого дня люки на верхнюю палубу были закрыты, а в грот-люке устроили стеклянное окно в 4 квадратных фута, чугунные печки были укреплены стационарно, а трубы их выведены в грот- и фор-люки. Команде была выдана зимняя форма — фланелевое бельё и суконные мундиры. 11 декабря отметили великое множество морских птиц и в особенности хохлатых пингвинов; однако из-за осторожности этих птиц охотники и чучельник не смогли получить ни одного образца. 12 декабря при измерении температуры в полночь получили результат 3,7 °R (4,6 °C), а в жилой палубе 6,8 °R (8,5 °C).
Юго-западного берега острова Южная Георгия русские шлюпы достигли 15 декабря, увидев скалы Уоллиса и Джорджа в 8 часов утра — до них была 21 миля. Остров обошли на расстоянии полутора-двух миль от берега со скоростью 7 узлов по причине сильной зыби. Вскоре встретили парусный бот под английским флагом, его штурман принял шлюпы за промысловые суда. В тот же день удалось открыть остров Анненкова на 54°31′ ю. ш. Далее экспедиция пошла на восток. 16 декабря миновали открытый Куком остров Пикерсгилл, в тот день «Мирный» отстал от «Востока», поскольку Лазарев приказал заготовить на берегу мяса и яиц пингвинов. Окончательно съёмку Южной Георгии завершили 17 декабря, докончив дело, начатое Джеймсом Куком за 44 года до того. Матрос Киселёв в своём дневнике упоминал, что дозорные, которые видели новые острова, получили награду в 5 талеров с занесением в судовой журнал. 20 декабря путешественники впервые наблюдали «плавучую громаду льда». При попытке измерения температуры моря получили на глубине 270 сажен 31,75 °F (−0,13 °C), но сломали глубоководный термометр Нория, имевшийся в единственном экземпляре.
22 декабря был открыт сплошь покрытый снегом и льдом остров Лескова, названный в честь участника экспедиции лейтенанта Лескова. На следующий день были открыты гористый и заснеженный остров Завадовского, названный в честь капитан-лейтенанта, и остров Торсона, который в изданном в 1831 году атласе экспедиции Беллинсгаузен переименовал в Высокий, поскольку Торсон участвовал в восстании декабристов. Группа из трёх вновь открытых островов была названа в честь тогдашнего морского министра островами Маркиза де Траверсе. С острова Завадовского привезли на борт пингвинов двух разных видов. 24 декабря шлюпы пристали к айсбергу, чтобы попытаться нарубить льда и пополнить запасы пресной воды:

Из растаянного льда я для опыта велел, не сказав офицерам, приготовить воду на чай; все нашли, что она была превосходная и чай вкусен. Сие обнадёжило нас, что во время плавания между льдами всегда будем иметь хорошую воду.
В день Рождества Христова 25 декабря термометр опустился до −0,8 °R (−1 °C), пришлось лавировать при противном южном ветре. В этот день на «Восток» привезли священника, и был совершён молебен с коленопреклонением по случаю «избавления России от нашествия галлов и с ними дванадесяти язык». Праздничным блюдом стали щи — «любимое кушанье русских» — из свежей свинины с кислой капустой (в обычные дни их варили из солонины) и пироги с рисом и рубленым мясом. Рядовым выдали по полкружки пива, а после обеда — пунш из рома с сахаром и лимоном, что сильно подняло настроение на борту. На праздничном обеде остался и лейтенант Лазарев с офицерами «Мирного». На следующий день продолжилось описание архипелага де Траверсе, а 29 декабря экспедиция достигла острова Сондерс, открытого ещё Куком. Ранее, 27 декабря Беллинсгаузен попытался измерить температуру морской воды обыкновенным термометром, который помещали в самодельный батометр с клапанами: взятая на глубине вода не нагревалась по мере подъёма и не искажала показаний. Измерение солёности и плотности воды с глубины 220 сажен показало увеличение солёности с глубиной.

#### Открытие Антарктиды

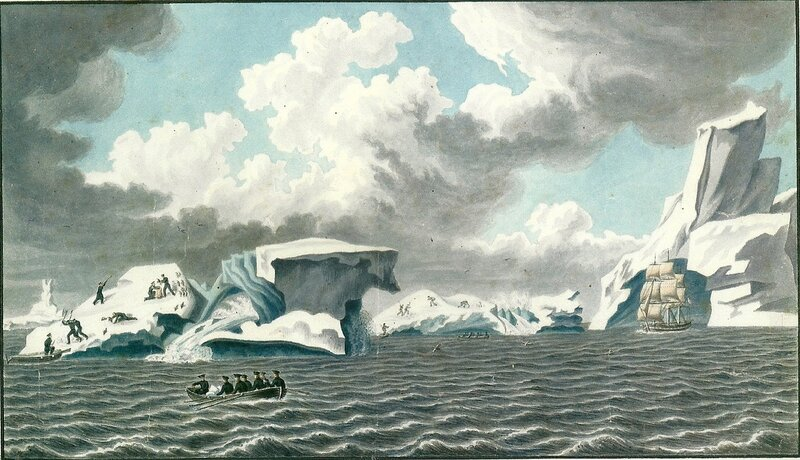
Вид ледяных островов 4 марта 1820 года. Акварель из альбома П. Михайлова

31 декабря 1819 года путешественники достигли острова Бристоль и пережили сильнейший шквал, за которым начался мокрый снегопад, снизивший видимость до 50 сажен. В 10 часов вечера экспедиция упёрлась в непроходимое ледовое поле и сменила курс, из парусов пришлось оставить только марсели, да и на тех налипало столько снега, что приходилось приводить шлюпы к ветру и обезветривать паруса. Вахтенным приходилось беспрерывно сметать снег с палубы. Новый, 1820-й, год офицеры отпраздновали в шесть утра, и всем в кают-компании капитан Беллинсгаузен пожелал выйти из опасного положения и благополучно вернуться в отечество. Матросам устроили праздник — утреннее построение было в мундирах, за завтраком выдали ром к чаю, после обеда (щи из свинины с кислой капустой) полагался стакан горячего пунша, а за ужином (рисовая каша) — грог. В этот день в тумане был потерян «Мирный», а пушечных сигналов не было слышно из-за направления ветров. Только к полудню суда воссоединились. 2 января 1820 года экспедиция миновала острова Саутерн-Туле на 59° ю. ш., названные так Куком в 1775 году потому, что далее на юг продвижение представлялось невозможным из-за обилия льда. Между пятым и седьмым января суда медленно пробирались к югу между ледовых полей, сухая слабо морозная погода позволила проветрить и высушить одежду и койки. 7 января была устроена охота на пингвинов, которых приготовили и для рядовых, и для офицеров, более 50 заготовленных туш передали на «Мирный». В экспедиции мясо пингвинов вымачивали в уксусе и добавляли к солонине при варке каши или щей. По словам Беллинсгаузена, матросы охотно ели пингвинов, видя, «что и за офицерским столом хвалили». 8 января подошли к айсбергу, где поймали неводом 38 пингвинов и нарубили льда; живых пингвинов заперли в курятник. Кроме того, лейтенанты Игнатьев и Демидов добыли первого в экспедиции тюленя, которого сочли похожим на утлюгов Архангельской губернии.
9 января шлюп «Мирный» столкнулся с ледовым полем и выбил греф у форштевня длиною 4 фута. Прочность конструкции и умелое управление лейтенанта Обернибесова минимизировали ущерб, даже не открылось течи. 12 января миновали 8 айсбергов и пересекли 61° ю. ш., погода всё это время была пасмурной, шёл дождь со снегом. 15 января экспедиция пересекла Южный полярный круг (66° ю. ш.) на 3 градусе западной долготы. 16 января Беллинсгаузен описал свои наблюдения как «льды, которые представились нам сквозь шедший тогда снег в виде белых облаков», которые тянулись от горизонта до горизонта. Именно это и было первым наблюдением шельфовых ледников Антарктиды. Точка наблюдения была 69°21'28" ю. ш. и 2°14'50" з. д. — район современного шельфового ледника Беллинсгаузена у Берега Принцессы Марты на море Лазарева. 17 января на короткое время появилось солнце, что позволило сблизиться с «Мирным», но далее погода испортилась опять. 21 января участники экспедиции вторично наблюдали «ледяные громады», пределов которым не просматривалось. От времени выхода из Рио-де-Жанейро прошло 104 дня, и условия жизни на шлюпах были близки к экстремальным. В жилой палубе и офицерских каютах печки протапливались ежедневно (вместо грелок использовали калёные пушечные ядра), но всё равно трижды в сутки приходилось убирать с подволока конденсат, который там накапливался. Из-за постоянного мокрого снега и тумана было очень тяжело сушить одежду и постели.

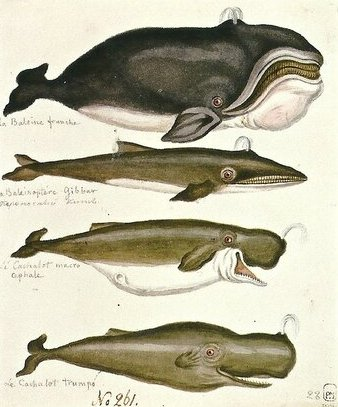
Китообразные Южного океана. Зарисовки из альбома П. Михайлова.

Поскольку антарктическое лето ещё не кончилось, было принято решение ещё раз попробовать проникнуть в южные широты. 25 января, пользуясь ясной погодой и отсутствием льдов, Беллинсгаузен нанёс визит на «Мирный», где обсудил с Лазаревым дальнейшие планы. Медико-хирург Галкин продемонстрировал набитые им чучела морских птиц, которые были «весьма хороши» (по определению Беллинсгаузена). 26 января причалили к гигантскому столообразному айсбергу высотой до 200 футов (около 60 м) и видели большие стада кашалотов (спермацетовых китов). 5 февраля в отчёте экспедиции записано следующее:

Видя льдяные острова, поверхностью и краями сходные с поверхностью и краями большого вышеупомянутого льда, пред нами находящегося, мы заключили, что сии льдяные громады и все подобные льды от собственной своей тяжести, или других физических причин, отделились от матерого берега, ветрами отнесённые, плавают по пространству Ледовитого Южного океана…
5—6 февраля в точке 69°6'24" ю. ш. при 15°51'45" з. д. экспедиция подошла к кромке «льда гористого твёрдо стоящего». Плавающие льды напоминали те, что были в замерзающих заливах Северного полушария, поверхность моря была покрыта «салом». Несмотря на то, что февраль в Южном полушарии соответствует августу и считается летним месяцем, путешественники при измерениях получили температуру −4 °R (−5 °C). Совещание с Лазаревым показало, что на шлюпах кончается запас дров и что в перспективе придётся ломать водяные и винные бочки. Тем не менее было решено идти далее. Чтобы подбодрить команду, последние три дня Сырной недели пекли блины, муку для которых перетёрли из риса, а рядовым, помимо стакана пунша, полагалась кружка пива, разведённого из английской эссенции. «Кому неизвестно, что весёлое расположение духа и удовольствие подкрепляет здоровье; напротив, скука и унылость рождают леность и неопрятность, а от сего происходит цинготная болезнь».
13 февраля Беллинсгаузен записал в журнале (координаты 69°59' ю. ш., 37°38' з. д.):

В полночь увидели к SW на горизонте небольшой свет, на зарю похожий и простирающийся почти на пять градусов; когда мы держали на юг, свет сей возвышался. Я полагал, что происходит от большой льдины; однако ж, когда начало рассветать, свет бледнел и при восхождении солнца на сем месте были белые весьма густые облака, а льду не видно. Подобного явления до сего времени мы не встречали.

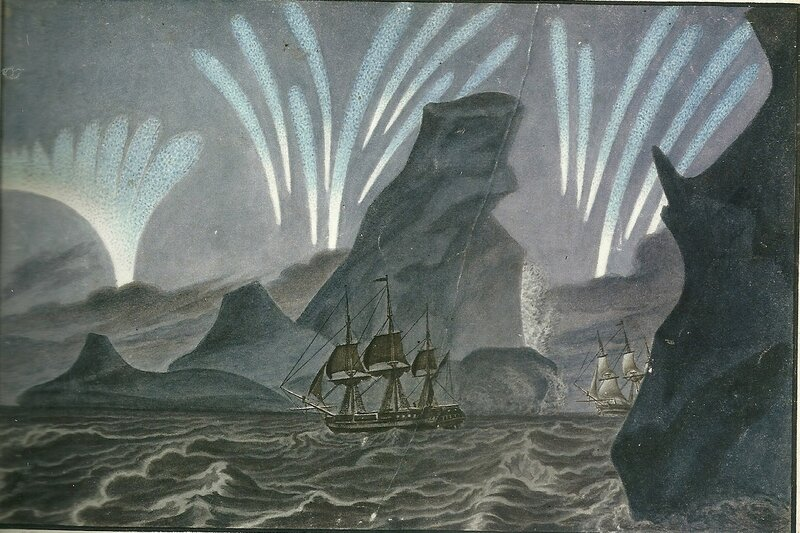
Южное сияние. Акварель из альбома П. Михайлова

Таким образом, экспедиция в третий раз подошла почти вплотную к береговым обрывам ледового материка (Земля Эндерби). 14 февраля трасса русской экспедиции пересеклась с маршрутом капитана Кука в январе 1775 года. В тот день был сильный туман и шторм, шлюпы попали в ледяные поля, а паруса и снасти обледенели. Это представляло большую опасность. 26 февраля вследствие штормов и ледяных полей сильно ослабело рулевое устройство на «Востоке»; попытка ремонта оказалась неудовлетворительной.

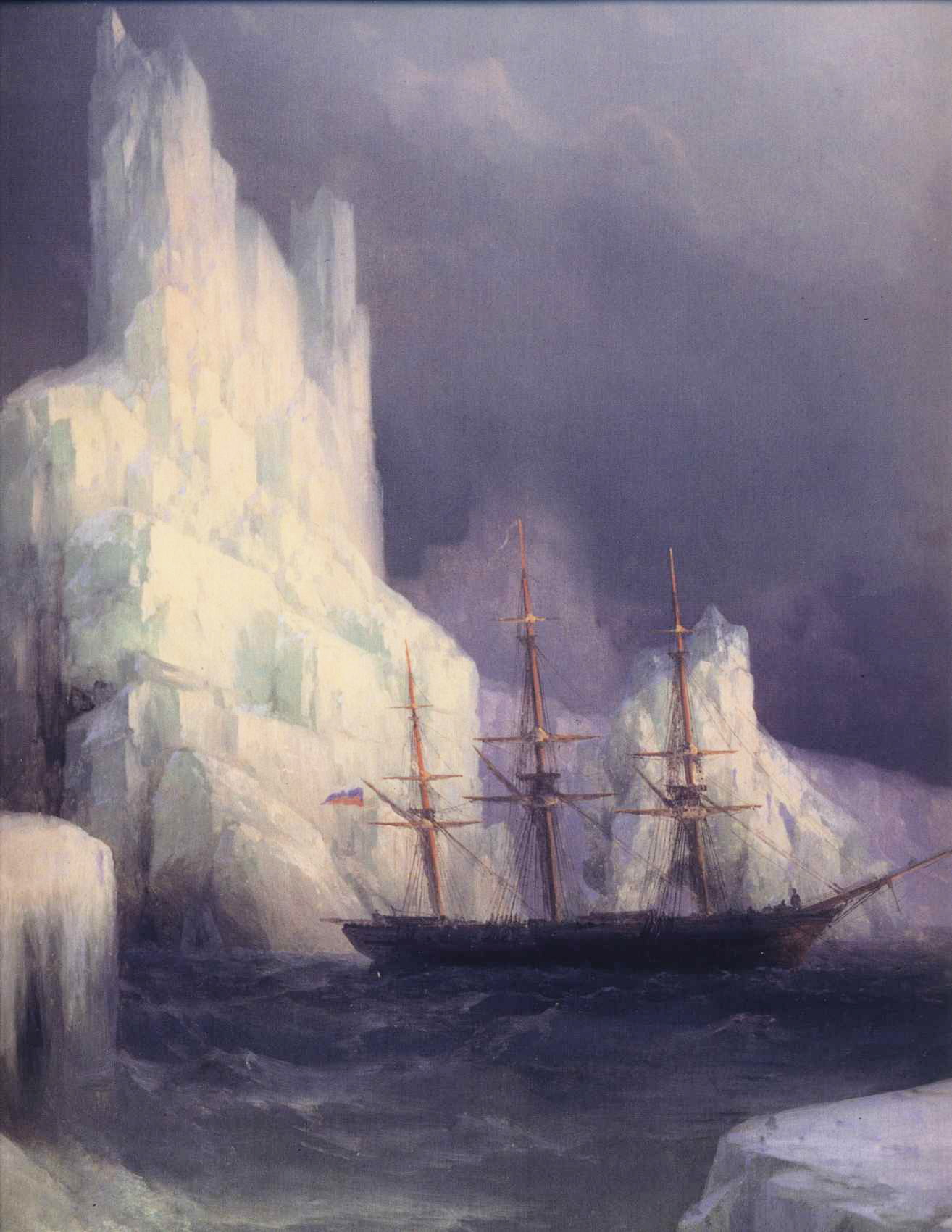
Ледяные горы в Антарктиде. Картина И. Айвазовского

К тому времени сильно истрепались снасти и паруса; состояние рядовых тоже внушало опасения. 21 февраля на «Мирном» скончался матрос Фёдор Истомин. По версии медика Галкина, он умер от тифа, хотя в отчёте Беллинсгаузена указана «нервная горячка». 3 марта участники экспедиции наблюдали примечательное полярное сияние: «На юге представилось нам сначала два столба бело-синеватого цвета, подобно фосфорическому огню, с скоростью ракет из-за облаков на горизонте исходящие; каждый столб был шириною в три диаметра солнца; потом сие изумляющее нас явление заняло пространство на горизонте около 120°, переходя зенит. Наконец, к довершению явления, всё небо объято было подобными столбами». 4 марта наблюдалась совершенно другая картина: «весь небесный свод, исключая от горизонта на 12 или 15°, покрыт был радужного цвета полосами, со скоростью молнии извилисто пробегающими от юга к северу и переливающимися из цвета в цвет»; это явление позволило уклониться от столкновения с айсбергом. Матросы «Мирного» даже утверждали, что «небо горит». Днём 4 марта были зафиксированы и зарисованы художником Михайловым величайшие айсберги, встреченные за время путешествия: высотой до 408 футов (122 м), что даже несколько превосходило по высоте шпиль Петропавловского собора. В этот день было принято решение, что шлюпы разделятся: «Восток» пойдёт в Сидней напрямую, тогда как «Мирному» предстояло обследовать обширную акваторию к югу от Вандименовой Земли (Тасмании). Поскольку людей на «Востоке» было больше, чем на «Мирном», на период Великого поста Беллинсгаузен перевёл на свой шлюп священника, который должен был вернуться к Лазареву уже в Австралии.
Во время шторма 9—10 марта «Восток» получил сильные повреждения: лопнул грот-стаксель-фал и порвались грот-марса-шкот, грот-стаксель и бизань-стаксель-шкоты; в результате судно лишилось марселя и стакселей. В качестве штормовых парусов на бизань-вантах растянули матросские гамаки. Вдобавок судно несло в сплочённые ледяные поля. Далее волнами разогнуло наветренные гаки, ватер-бакштаги и крамбал-бакштаги на бушприте; величайшими усилиями команды удалось сохранить рангоут от обрушения. Ночью «весьма неприятно было видеть движение частей шлюпа и слышать, как они трещали»; в три часа ночи 10 марта «Восток» чудом миновал разрушающийся айсберг. Погода была такова, что и 11 марта было невозможно управлять судном, и его несло по ветру, а мокрый снег делал невозможными наружные работы. Только к ночи 12 марта погода несколько улучшилась, а 13 марта увидели последний айсберг на пути в Австралию.

### Плавание в Австралию и Океанию (март — ноябрь 1820)

#### Первое пребывание в Австралии

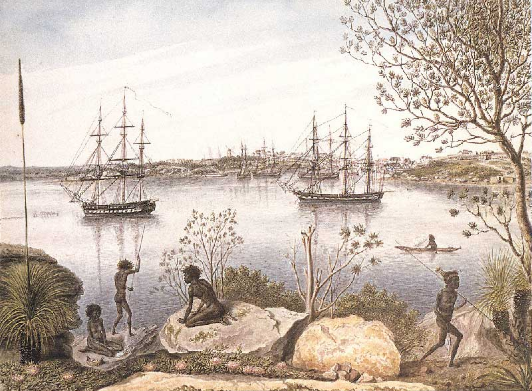
Вид Сиднея. Акварель из альбома П. Михайлова

Штормы не утихали вплоть до Порт-Джексона. 19 марта выбило мартин-гик, шлюп «Восток» испытывал и бортовую, и килевую качку, которая усилилась 21 марта; Беллинсгаузен определял её как «ужасную». В этот день в 10 часов утра шлюп лёг на борт, причём в кают-компании, спасая священника, штурман Порядин проломил голову о переборку. Благодаря искусству штаб-лекаря Берга он полностью восстановился в Австралии. 24 марта матросы на 47° ю. ш. увидели Вандименову Землю, а 27-го — накануне Пасхи — и саму Новую Голландию на 37° ю. ш. Температура поднялась до 13 °R (16,2 °C), удалось просушить все паруса и открыть все люки. На пасхальную службу весь экипаж был одет в летнюю парадную форму и разговелся куличами. В восемь вечера миновали Ботани-бей. Через день шлюп «Восток» бросил якорь в заливе Порт-Джексон. К моменту прибытия в Сидней лишь у двоих матросов наблюдались признаки «цинготной болезни», штаб-лекарь Берг пользовал их отваром сосновых шишек, а Беллинсгаузен давал им по полурюмке лимонного сока в день. Цингой страдали и живые свиньи с баранами; выпущенные на берег, последние не могли щипать свежую траву. Антарктическое плавание длилось 130 дней, пребывание в Сиднее — 40.

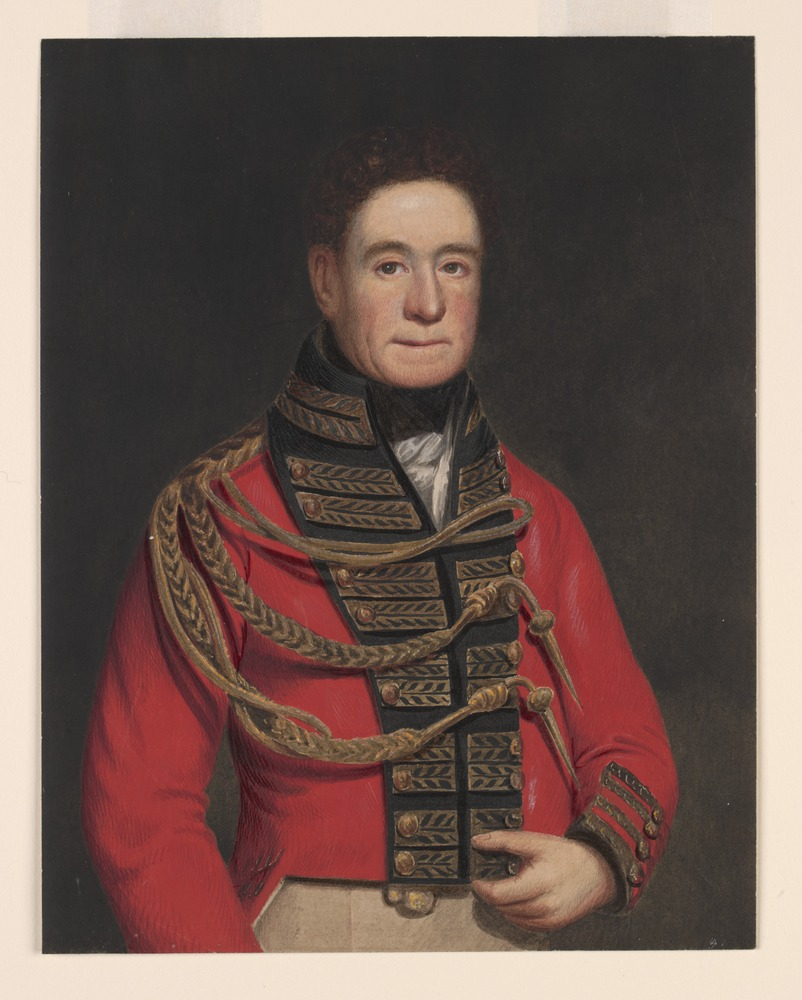
Артур Леветт Джексон. Портрет губернатора Маккуори. 1874, Библиотека штата Виктория

Первая встреча Беллинсгаузена с губернатором Лакланом Маккуори состоялась 27 марта. Капитан мог читать по-английски, но плохо понимал устную речь, переводчиком ему служил лейтенант Демидов. В дневнике Маккуори Беллинсгаузен упоминался 11 апреля (29 марта по юлианскому календарю) как «командир соединения из двух судов, отправленного для открытия Южного полюса». Ранее, 7 апреля, они совершили поездку на Башню Маккуори — новый маяк, который считался в колонии едва ли не чудом света. После прибытия «Мирного» 7 (19) апреля главным переводчиком Беллинсгаузена стал капитан-лейтенант Завадовский, служивший с ним на Чёрном море; Лазарев, стажировавшийся в британском флоте, также способствовал успешным переговорам. Маккуори сам в 1807 году побывал в России и даже смог вспомнить несколько русских слов. Губернатор обеспечил бесплатную поставку воды, дров и деловой древесины, а также выделил участок в Сиднейской бухте для установки пассажного инструмента мыс (Киррибилли). Ассистентами Симонова служили два подштурмана и артиллерийский унтер-офицер. На берегу развернули также баню, которой охотно пользовались офицеры и матросы; по Г. Баррату, это была «первая сауна в Австралии». Вполне успешным был и контакт с аборигенным племенем каммерайгал и его вождём по имени Бунгари. 13 апреля «Мирный» после разгрузки был введён носом на мель, и в три дня были исправлены повреждения, нанесённые антарктическим льдом. Русские моряки были впечатлены любезностью и исполнительностью купца Роберта Кэмпбелла и его коллег.
Ранее, в феврале 1820 года, в Сиднее побывали шлюпы второй дивизии «Открытие» и «Благонамеренный», командиры которых совершили грубое нарушение инструкций Адмиралтейства — не оставили промежуточный отчёт о первом сезоне экспедиции, который должны были передать в Петербург. Беллинсгаузен отправил отчёт на следующий день после благополучного прибытия «Мирного», однако в силу ряда обстоятельств почта в Лондон была отправлена только 9 сентября — за 12 дней до вторичного прибытия Беллинсгаузена в Австралию. В результате всех перипетий в журнале Морского министерства отчёт Беллинсгаузена был зарегистрирован лишь 21 апреля 1821 года. Пребывание в Сиднее было омрачено жертвой в одни из последних дней — 2 (14) мая во время починки грот-мачты «Востока» с высоты 14 метров сорвался слесарь Матвей Губин (в отчёте капитан назвал его «Гумин»); он умер от полученных травм в море через 9 дней. 7 мая экспедиция покинула Сидней, держа курс на Острова Общества.

#### Исследование Новой Зеландии и островов Россиян (Туамоту)

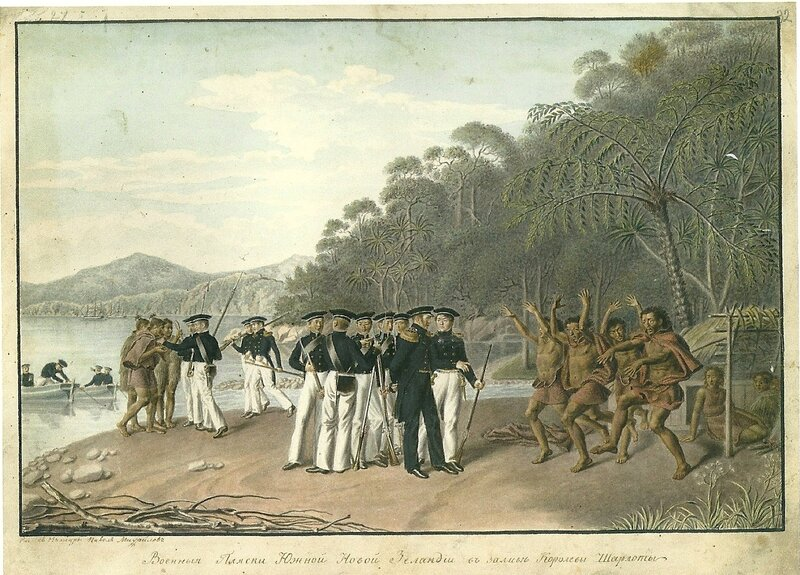
Военные пляски Южной Новой Зеландии в заливе Королевы Шарлотты 30 мая 1820 года. Акварель из альбома П. Михайлова

В открытом море выяснилось, что один матрос с «Востока» и несколько с «Мирного» подхватили в Порт-Джексоне венерическую болезнь, широко распространённую в Австралии — месте ссылки английских преступников. Майские штормы не миновали экспедиции, и если к волнению и ветрам команды приноровились, то мгновенно наставший штиль в восемь часов вечера 19 мая спровоцировал сильнейшую боковую качку, из-за которой «Восток» зачерпнул через шкафутную сетку столько воды, что её уровень в трюме сразу поднялся с 13 до 26 дюймов, потоком воды в кают-компании помяло лейтенанта Завадовского. Работам препятствовали рассыпавшиеся орудийные ядра, которые перекатывались от борта к борту. Качка продолжалась и на следующий день. 24 мая в семь утра путешественники достигли Новой Зеландии и бросили якорь в заливе Королевы Шарлотты (Тотарануи), налаживая связи с туземцами-маори. Беллинсгаузен пользовался картами Дж. Кука и его же описаниями, и Г. Барратт описывал дальнейшее как «сеанс сравнительной этнографии». Результаты его оцениваются самым высоким образом: посещённые русскими моряками места были связующим звеном между племенами Северного и Южного островов, а после уничтожения колонизаторами в 1828 году маорийского клана записи, зарисовки П. Михайлова и этнографические коллекции являются историческими источниками первостепенной важности. Экспедиция покинула Новую Зеландию 3 июня. Поскольку это время года соответствовало декабрю Северного полушария, к 5 июня шлюпы оказались в эпицентре сильной бури с дождём и градом, которая утихла лишь к 9 июня. Используя заготовленный у маори корабельный лес, 17 июня приступили к ремонтным работам в открытом море: зашили паруса, убавили грот-рей «Востока» на 6 футов, установили высокие комингсы на люки и прочее.

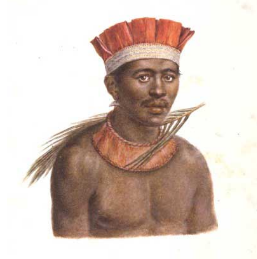
Один из типов аборигенов с острова Великого князя Александра Николаевича. Акварель из альбома П. Михайлова

29 июня экспедиция прибыла к острову Опаро (Рапа-Ити). (Здесь и далее в скобках даны современные названия островов.) 5 июля на горизонте показался известный ещё Куку остров Лука (Хао); 8 июля россиянами был открыт остров Моллера (Аману). При попытке высадки Беллинсгаузена, Михайлова, Демидова, Лазарева, Галкина, Новосильского и Анненкова аборигены оказали им весьма враждебный приём: более 60 воинов препятствовали высадке на северное побережье.

Таковое упорство принудило нас возвратиться. Упорство сие, конечно, происходит от совершенного неведения о действии нашего огнестрельного оружия и превосходства нашей силы. Ежели бы мы решились положить на месте несколько островитян, тогда, конечно, все прочие пустились бы в бегство, и мы бы имели возможность без всякого препятствия выйти на берег. Но, удовлетворив своё любопытство в довольно близком расстоянии, я не имел особенного желания быть на сем острове… <…> Когда мы от острова уже довольно удалились, тогда из лесу на взморье выбежали женщины и приподняв одежду, показывали нам задние части тела своего, хлопая по оным руками, другие плясали, чем, вероятно, хотели нам дать почувствовать слабость сил наших. Некоторые из служителей просили позволения, чтоб островитян наказать за дерзость, выстрелить в них дробью, но я на сие не согласился.
10 июля шлюпы достигли острова Аракчеева (Фангатау), 12 июля были открыты остров Волконского (Такуме) и остров Барклая де Толли (Рароиа), 14 июля — остров Ермолова (Таэнга), 15 июля — остров Кутузова (Макемо), Раевского и Остен-Сакена (Катиу), 16 июля — остров Чичагова (Таханеа) и остров Милорадовича (Фааите), 17 июля — остров Витгенштейна (Факарава), 18 июля — остров Грейга (Ниау). Практически везде приём был враждебным, поэтому Беллинсгаузен активно использовал артиллерию и салюты из запускаемых ночью цветных ракет, считая, что страх будет являться лучшей гарантией от нападений. Одним из немногих исключений был остров Нигира (Нихиру), впервые описанный 13 июля. Островитяне сами подошли к шлюпам на каноэ, взошли на палубу и предложили жемчуг и рыболовные крючки, вырезанные из раковин. Старшего из аборигенов накормили обедом за офицерским столом, обрядили в лейб-гусарский красный мундир и вручили серебряную медаль с профилем Александра I. Отправленный на остров туземный гребец по просьбе Беллинсгаузена привёз молодую женщину и вяленых моллюсков и каракатиц. Женщине подарили серьги, зеркальце и кусок красного сукна, в который она закуталась, а её собственное одеяние, искусно сплетённое из травы, осталось в этнографической коллекции. Офицеров удивило, что женщина при переодевании явно стыдилась, что противоречило европейским описаниям нравов полинезийцев. Академик Михайлов зарисовал островитян на фоне прибрежного пейзажа, и в 4 часа пополудни их вернули на берег. Здешний климат был тяжёл: Беллинсгаузен отметил, что в батарейной палубе, где спал экипаж, температура поднялась до 28 °R (35 °C); впрочем, жара не оказывала угнетающего действия на команду. Ряд открытых островов предложено было считать островами Россиян. Г. Баррат считал, что в то время это решение было оправданным, поскольку значительную часть островов описал Коцебу, а Беллинсгаузен и Лазарев привели его открытия в систему. Однако на международном уровне русские названия так и не закрепились, в том числе и потому, что острова были частью крупного архипелага Туамоту. На современных западных картах из названий, включающих русские имена и фамилии, остались только «острова Раевского».

#### Беллинсгаузен и проблема образования коралловых островов
Фрэнк Дебенхэм, комментируя английский перевод книги Беллинсгаузена, выражал удивление, что строевой русский моряк мог ставить и правильно решать сложнейшие научные задачи. Задолго до Дарвина он дал объяснение процессу образования коралловых островов. Он основывался как на работах Коцебу, так и на собственных наблюдениях. Беллинсгаузен считал все тихоокеанские острова вершинами подводных гор, которые по краям кольцом окружены коралловыми рифами — продуктом медленной созидательной деятельности мельчайших организмов. Типичным примером является остров Грейга:

Коральные острова и мели — также хребты гор, имеющие направление параллельно горам Кордильерским на Панамском перешейке и главным из моря поднимающимся хребтам, которых вершины образуют острова Общества, Сандвические и даже малые острова Питкаирн, Опаро и другие, имеют одно и то же направление. Коральные острова и мели тихо воздвигнуты малыми черепокожными в течение многих веков. Положение сих островов ясно доказывает направление и изгибы подводных хребтов, которые им служат основанием. Из числа островов коральных, мною обретенных, остров Грейга представляет часть вершины хребта, несколько вышедшего из моря и состоящего из слоистого камня, прочие же части коральные. …Я уверен, что когда все коральные острова на картах будут положены верно, тогда пересчитают, на скольких значущих подводных хребтах они основаны.
Беллинсгаузен совершенно верно объяснил парадокс, замеченный Форстером: немногочисленность Подветренных островов у Таити. Он отвечал, что причиной являются огромная глубина (по современным представлениям — около 11 000 м) и неизученность условий роста кораллов. Эшшольц, Шамиссо и Дарвин соглашались с выводами капитана Беллинсгаузена.

#### Таити

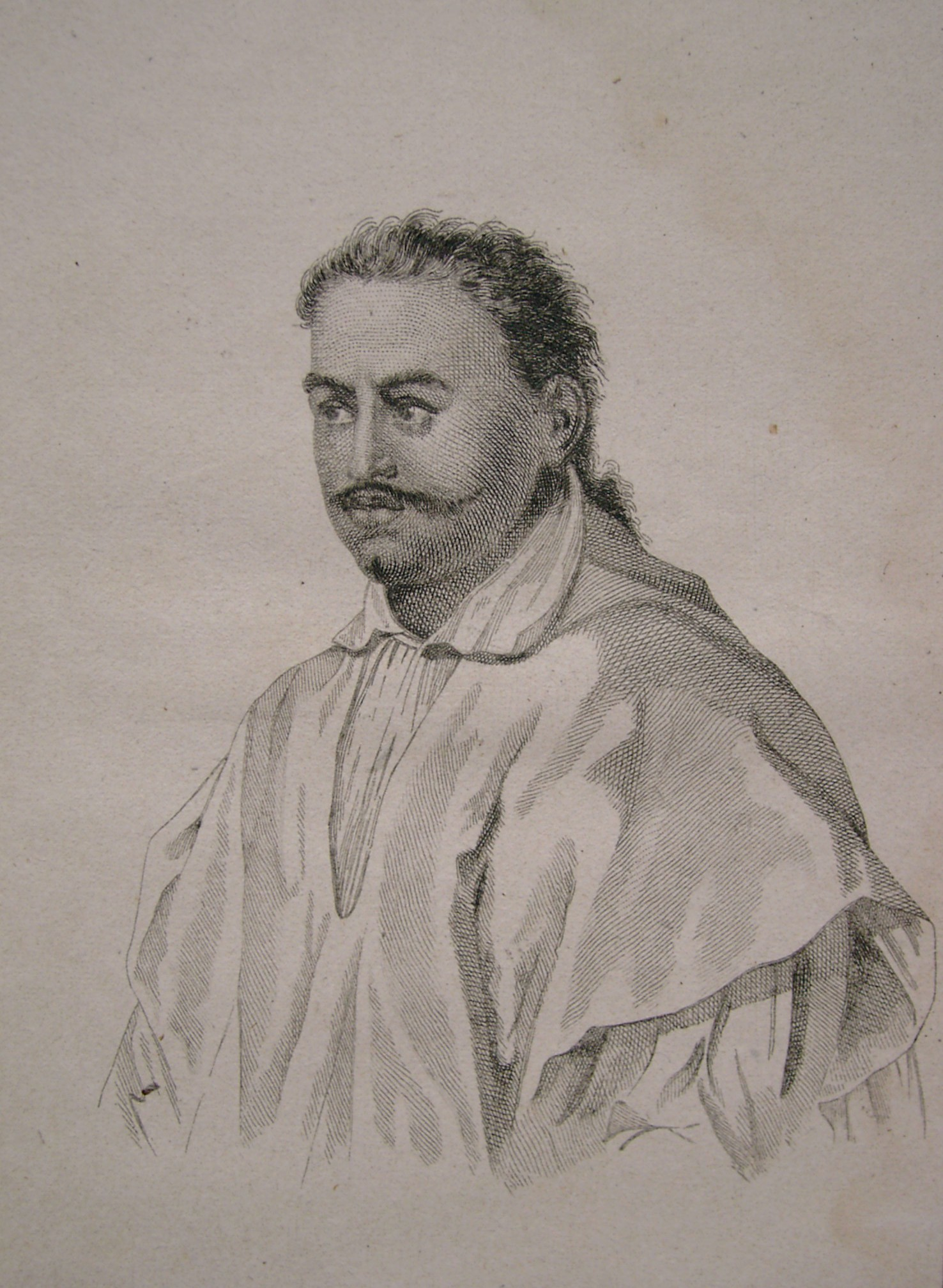
Король Таити Помаре II. Гравюра издательства Дидо, 1836

20 июля путешественники достигли острова Макатеа, а через два дня прибыли на Таити. Г. Баррат обратил внимание на то, что россияне прибыли на остров, который, благодаря деятельности миссионеров, сильно отличался от описаний Бугенвиля или Форстера. Беллинсгаузен осознавал, насколько хрупка традиционная культура; например, в Новой Зеландии он описал, как выращивание картофеля изменило рацион и поведение местных жителей, ещё поддерживавших древний образ жизни. На Таити Беллинсгаузену и его спутникам пришлось сначала удостоиться расположения участников британской миссии — подчинённых преподобного Генри Нотта — и уже затем общаться с аборигенами.

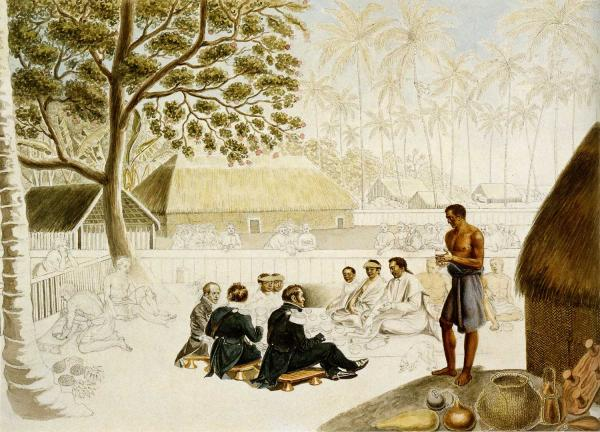
Завтрак у короля Таити. Акварель из альбома П. Михайлова.

«Восток» и «Мирный» ошвартовались в бухте Матаваи на том же месте, где встал корабль С. Уоллиса. Русские корабли посещались сотнями людей, однако из знакомств самым полезным оказался уроженец Новой Англии Уильямс, который поступил к Лазареву переводчиком. Удалось найти переводчика-англичанина и на «Восток». Вскоре нанёс визит и миссионер Нотт, которого Беллинсгаузен счёл королевским посланником. В дальнейшем Беллинсгаузен и Симонов были свидетелями трений между королём Помаре II и главой миссионеров, когда, например, королю запрещали употреблять алкоголь (от которого он скончался спустя 18 месяцев после визита русских) или когда ему пришлось захлопнуть перед носом миссионера дверь, чтобы остаться с капитаном наедине (23 июля). Чаще всего, однако, именно Нотт был посредником между королём Таити и Беллинсгаузеном и Лазаревым, именно миссионер предоставил мыс Венеры для наблюдений Симонова и зарисовок Михайлова. Беллинсгаузен, будучи искренним монархистом и не имея возможности разобраться в особенностях функционирования полинезийского общества, считал именно короля Помаре верховным главой острова и вёл с ним переговоры о снабжении шлюпов и прочем. Ещё в день прибытия 22 июля русские получили в дар четырёх свиней, кокосовые орехи, таро, ямс, плоды хлебного дерева и множество бананов — равнинных и горных, что было очень кстати из-за истощения австралийских припасов. 26 июля велись закупки провианта путём обмена товаров и безделушек, предназначенных для этой цели Адмиралтейским департаментом. Одних лимонов закупили по 10 бочек на каждый шлюп и засолили их вместо капусты. Королю достались красные сукна, шерстяные одеяла, цветные ситцы и платки, зеркала, топоры, стеклянная посуда и проч. Вручили ему и медаль с профилем российского императора. Беллинсгаузену король подарил три жемчужины «несколько крупнее горошинки». Для королевского белого одеяния капитан пожертвовал несколько своих простынь. Несмотря на краткость, пребывание на Таити полностью излечило цинготных больных, которые не до конца восстановились в Австралии.
27 июля путешественники покинули Таити и 30 июля добрались до острова Крузенштерна, исправив навигационные ошибки Коцебу. В тот же день был открыт остров Лазарева (Матаива), 3 августа — остров Восток, 8 августа — остров Александра, после чего корабли экспедиции взяли курс на Порт-Джексон. 16 августа прошли Вавао (Вавау). 19 августа на карту были нанесены два малых коралловых острова Михайлова и Симонова (21° ю. ш., 178° з. д. в архипелаге Фиджи). 30 августа матрос шлюпа «Восток» Филимон Быков (в отчёте «Филипп Блоков») сорвался в море с бушприта в день тезоименитства императора. Для его спасения была спущена шлюпка под командой лейтенанта Анненкова, однако зыбь была слишком сильна, и обнаружить Быкова не удалось. В отчёте морского министра де Траверсе было указано, что в тот день был шторм.

#### Второе пребывание в Австралии
10 сентября шлюпы бросили якорь в бухте Порт-Джэксон; вторая стоянка в Сиднее продлилась до конца октября: «Востоку» требовался серьёзный ремонт корпуса — в частности, укрепление степсов мачт. В целом команда ощущала, что вернулась в «родные места», что было особенно важно для молодых людей, таких как Симонов или Новосильский. Офицеры больше участвовали в светской жизни колонии, их регулярно приглашали на званые обеды, ужины или балы. В своих записках Симонов описывал один подобный бал, на котором общался с супругой английского чиновника. Одной из затронутых тем была красота казанских татарок:

…Красота есть качество условное, и, может быть, Бонгари и соседи ваши, а также и наши по Ост-Индской компании, жители Срединной империи имеют другое о ней понятие.
Беллинсгаузен тогда приступил к систематическому изучению социальной и экономической жизни колонии Новый Южный Уэльс. Г. Баррат отмечал, что ёмкие и информативные заметки Беллинсгаузена, опубликованные в «Двукратных изысканиях», были основаны на наблюдениях и выписках, сделанных полудюжиной его подчинённых. Статистические данные, собранные Беллинсгаузеном, в том числе порядок рыночных цен, имеют значение важного первоисточника. Сохранились данные, что с русскими моряками и профессором Симоновым поделились информацией доктор Стайн, который фиксировал барометрические данные, и геодезист Хокли. Художник Михайлов выполнял пейзажи и портреты аборигенов. В научном отношении примечательны были ботанические наблюдения: гербарий «Востока» включал не менее 25 семейств эндемиков Нового Южного Уэльса. Губернатору Маккуори и капитану гавани Пайперу были подарены для разведения сахарный тростник, проросшие кокосы и таро с Таити и островов Фиджи. В Австралии образованных русских офицеров привлекала в первую очередь «экзотика», что неудивительно, ибо они были в этих местах во второй и последний раз в жизни. Например, на «Восток» были взяты 84 птицы, прежде всего, попугаи (в том числе какаду и лори); имелся и ручной кенгуру. К 30 октября ремонтные работы на «Востоке» и приёмка припасов были закончены, а на следующий день на борт были подняты обсерватория и кузница. В последний день приняли живой скот — овец и 46 свиней, а также кур — на тяжёлый антарктический рейс. Отбывающую русскую дивизию провожали королевским салютом с кораблей и береговых батарей.

### Второй сезон экспедиции (ноябрь 1820 — август 1821)

#### Вторичное исследование Антарктики

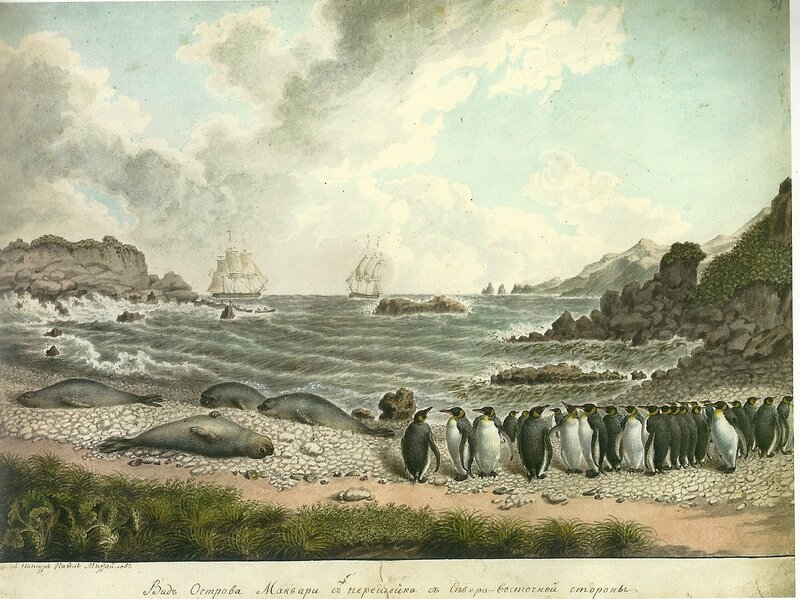
Вид острова Маккуори с северо-восточной стороны. Акварель из альбома П. Михайлова

31 октября русская экспедиция покинула Сидней и продолжила изучение Южного Ледовитого океана. Для нового похода в полярные воды на шлюпе «Восток» перераспределили грузы: пушки сняли и спустили в трюм, оставив только карронады, запасной рангоут был складирован в нижней палубе; бимсы укреплены пиллерсами, положены найтовы у бизань-мачты. Парадный люк в кают-компании был снабжён тамбуром для сбережения тепла, все люки были обиты парусиной, грот-люк был остеклён, как и во время первого плавания. Были уменьшены лисель-спирты для укороченных реев. 7 ноября на совещании офицеров обоих шлюпов был принят следующий план: идти к острову Маккуори; в случае, если шлюпы потеряют друг друга, ожидать у Новой Шетландии или в Рио-де-Жанейро, если один из шлюпов пропадёт — действовать по инструкции. 8 ноября на «Востоке» открылась течь, которую так и не удалось локализовать и законопатить до конца плавания.
17 ноября 1820 года путешественники достигли Маккуори, где наблюдали лежбища морских слонов и пингвинов. Ещё в отчётах участников плавания упоминались попугаи, одичавшие кошки и временные землянки промышленников из Порт-Джэксона. Тюленебоев угостили сухарями с маслом и грогом. На острове экспедиция пробыла до 19 ноября, поскольку ожидали добычи туши морского слона с головой для набивания чучела. 27 ноября экспедиция достигла 60° ю. ш. (в Северном полушарии под этой широтой лежал Петербург) и на следующий день подошла к сплочённым ледовым полям, из-за которых движение на юг пришлось прекратить и повернуть на восток: конструкция «Востока» была очень слаба. 29-го миновали пять больших айсбергов, после чего произвели заготовку льда. 6 декабря путешественники отметили молебном день Николая Чудотворца, для чего привезли священника с «Мирного». После начала морозов команде варили чай с имбирём с прибавлением рома. На праздник готовили щи из свежей свинины с кислой капустой или солёными лимонами (для сбережения капусты) с добавлением саго. Свежее мясо готовили один или два раза в неделю и подавали матросам вместе с кашей. По праздникам ещё выдавали по рюмке водки и полкружки пива, разведённого из эссенции. «Сими способами нам удалось так удовлетворить служащих, что многие из них забыли небольшие свои недуги». 12 декабря миновали гигантский столообразный айсберг; Беллинсгаузен рассчитал, что воды, заключённой в ледяной горе, хватит (из расчёта по ведру в день) всему населению земного шара на 22 года и 86 дней, считая глобальное население в 845 миллионов человек. Несмотря на непрерывную непогоду, на Рождество устроили молебен, во время которого произошло столкновение со старой льдиной, в результате которого был раздроблен якорный шток и вырваны медные листы подводной обшивки на 3 фута. По оценке командира, команда спаслась чудом, благодаря тому, что удар пришёлся во время килевой качки при размахе вниз, иначе судно неминуемо получило бы пробоину и было затоплено. Праздника это не испортило:

…служителям после обеда дано по хорошему стакану пунша, и их не занимали никакими мелкими работами, напротив, матрозы забавлялись разными простонародными играми и пели песни.

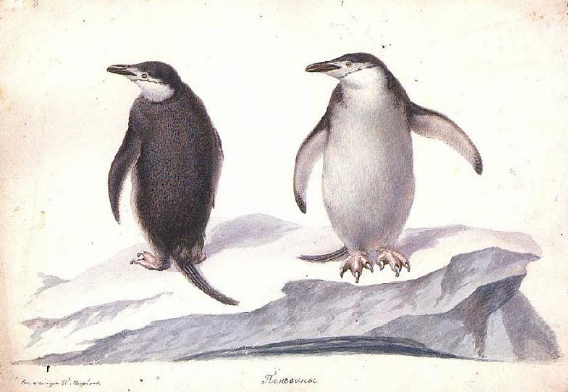
Пингвины. Акварель из альбома П. Михайлова

Дальнейшее плавание было затруднено штормовой погодой и ледяными полями. 1 января 1821 года были туман и дождь, в честь Нового года команде выдали по стакану пунша за здравие государя. «Чтобы сей первый день года отличить от прочих дней», Беллинсгаузен велел сварить кофе с ромом, «сие необыкновенное для матрозов питьё было им приятно и они весь день до самого вечера время проводили весьма весело». Большой запас сухих дров, взятых в Австралии, делал существование экипажа более или менее сносным: при нулевой температуре воздуха в жилой палубе благодаря беспрестанной топке печей поддерживалось +11 °R (13,7 °C).
10 января 1821 года был открыт остров Петра I, названный в честь основателя русского военного флота, но подойти к нему близко мешали льды, поэтому высадка на остров не состоялась. 17 января экспедиция увидела берег с высокой горой (68° ю. ш., 75° з. д.), который был наречён берегом Александра I. В современной западной историографии это считается крупнейшим достижением экспедиции Беллинсгаузена, хотя островной характер Земли Александра стал ясен только сто лет спустя. 24 января мореплаватели достигли Новой Шетландии, о которой тогда имелось лишь приблизительное представление. Актуальным был вопрос, является ли Новая Шетландия частью южного материка или это очередной субантарктический остров. Когда выяснилось последнее, то первый остров был назван Бородино (сейчас называется Смит). На следующий день 25 января был открыт Малый Ярославец (Сноу) и остров Тейля (Десепшен). Здесь путешественники встретили бот американского капитана Палмера, который охотился на морских котиков. Затем был нанесены на карту острова Смоленск (Ливингстон), Березина (Гринвич), Полоцк (Роберт) и Лейпциг (Нельсон), названные для увековечивания побед русского оружия в войне с Наполеоном. Был описан остров Ватерлоо (Кинг-Джордж), на который была произведена высадка двух лейтенантов, Лескова и Демидова. 29 января, продвигаясь к северо-востоку, путешественники открыли острова Три Брата (ныне называются Эспланд, О’Брайен и Эди), а затем и более крупные острова северо-восточной группы архипелага: Рожнова, Мордвинова, Михайлова и Шишкова.
3 февраля Беллинсгаузен отдал приказ по дивизии считать третье число два дня подряд, поскольку экспедиция совершила полный оборот вокруг света. 4 февраля около девяти утра начался сильный шторм, когда даже под рифами «Восток» развивал 10 узлов. Из-за бортовой качки шлюп принимал много воды, помпами приходилось откачивать её из трюма; ремонт помп был завершён только за день до этих событий.

#### Беллинсгаузен и Палмер

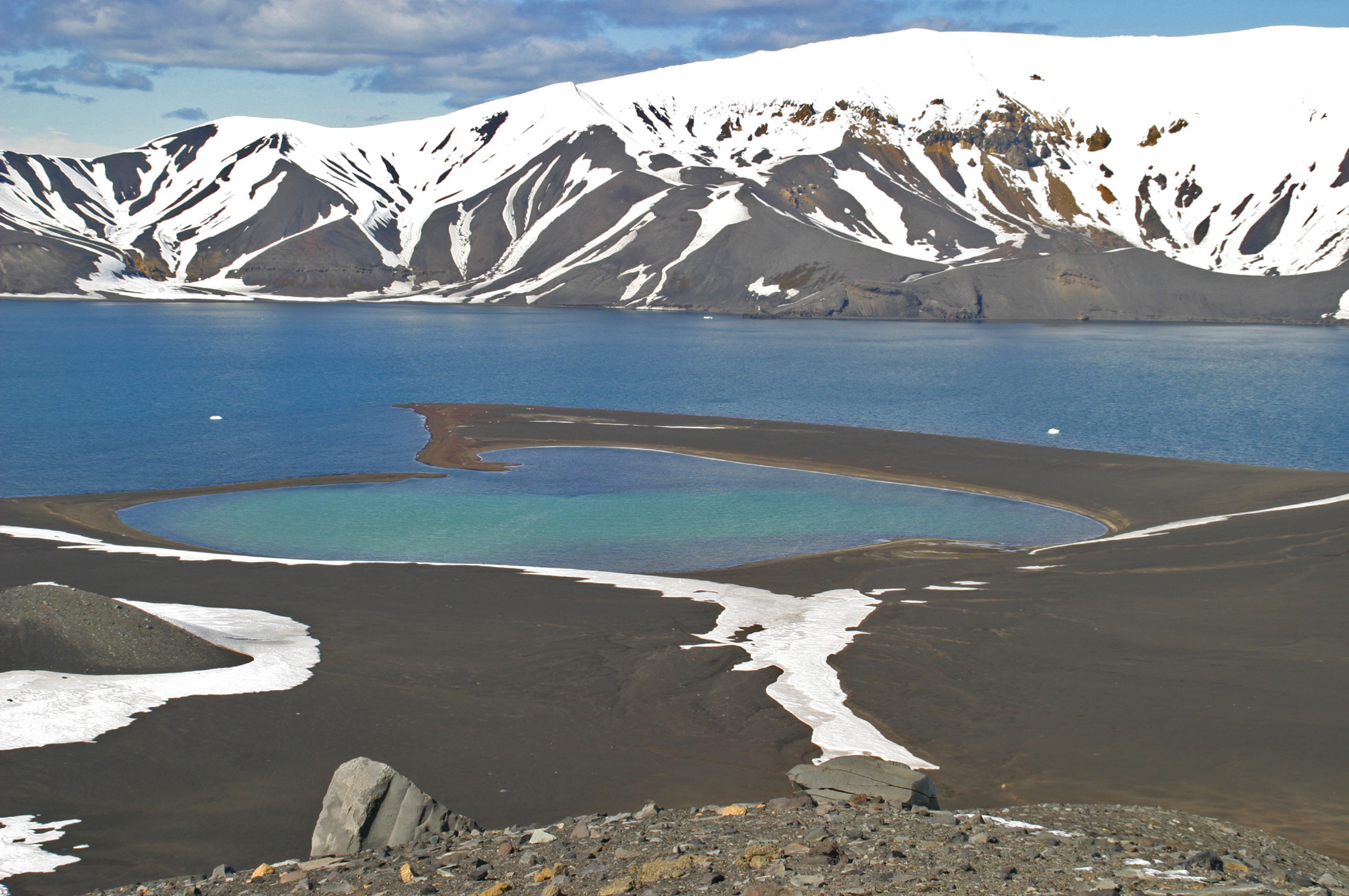
Кальдера острова Десепшен. Фото 2005 года

24 января (5 февраля) 1821 года на Южных Шетландских островах произошла встреча 42-летнего капитана Беллинсгаузена с 21-летним главой тюленепромышленников — Натаниэлем Брауном Палмером. Как оказалось в XX веке, эта встреча имела судьбоносный характер; Рип Балкли сравнивал её по значению с рандеву Флиндерса и Бодена. Поскольку оригиналы дневников и путевых журналов «Востока» не сохранились, собственное свидетельство Беллинсгаузена о встрече с Палмером содержится на 14-м листе отчётной карты. 24 января шлюп находился в проливе между островами Ливингстон и Десепшен. В описании Беллинсгаузена беседа велась о перспективах промысла морских котиков и о якорных стоянках острова Тейля: «залив, в котором мы видели стоящие на якорях 8 судов, закрыт от всех ветров, имеет глубины семнадцать сажен, грунт — жидкий ил; от свойства сего грунта суда их нередко с двух якорей дрейфуют; с якорей сорвало и разбило два английские и одно американское судно». В воспоминаниях Новосильского особо уточняется, что ни о каких других предметах речь не шла. В оригинале «Двукратных изысканий» издания 1831 года фамилия американца искажена — «Палмора», что, вероятно, было следствием литературной правки. Напротив, оригинал журнала Палмера и других тюленебоев сохранился в Библиотеке Конгресса. В поздних американских описаниях второй половины XIX века Палмер упоминался как первооткрыватель Антарктиды, что в первую очередь было основано на его собственных воспоминаниях 1876 года. При этом крайне спорным вопросом является обмен информацией между Беллинсгаузеном и Палмером. Фрэнк Дебенхэм полагал, что Беллинсгаузен узнал о существовании Южного материка от американца, но плохо его понял из-за незнания английского языка. Далее американские исследователи подвергли критике воспоминания Палмера, основываясь в первую очередь на соображениях, что Беллинсгаузен, имея правительственное задание искать Южный материк, не мог не попытаться проверить информацию, полученную от промышленника. Палмер не был хорошим картографом и навигатором, а его утверждения о встрече в бухте Десепшен опровергаются отчётной картой Беллинсгаузена, на которой кальдера не обозначена.

#### Второе посещение Бразилии

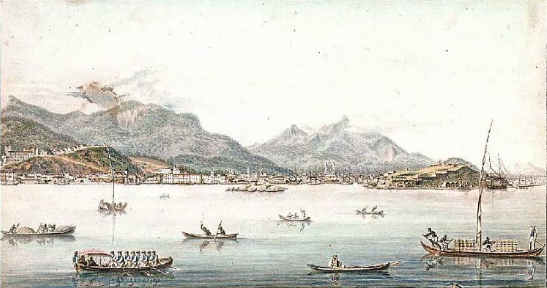
Вид Рио-де-Жанейро. Акварель из альбома П. Михайлова

8 февраля 1821 года экспедиция легла курсом на Рио-де-Жанейро. Впервые за три с половиной месяца были открыты все люки и проведено проветривание жилой палубы и трюмов. Взятые биологические образцы (австралийские птицы и пингвины Новой Шетландии) болели, многие из них издохли. 11 февраля птиц впервые вынесли на воздух. 12 февраля прошёл ливень такой силы и продолжительности, что удалось постирать все матросские койки и набрать более 100 вёдер воды для бытовых нужд. 19 февраля издох взятый на Новой Шетландии морской котик, прожив на шлюпе 23 дня; 23 февраля один из австралийских какаду, выпущенный из клетки, сорвался со снастей и упал в море, однако шлюп «Восток» шёл тихо, и матросы подставили ему шест, за который какаду уцепился. Наконец, 27 февраля путешественники бросили якорь в бухте Гуанабара, где их принял вице-консул П. П. Кильхен. Он сообщил, что в королевстве принята конституция по образцу испанской, а двор готовится перебираться в Лиссабон. Беллинсгаузен поручил вице-консулу найти купца, который поставил бы на шлюп кницы для укрепления корпуса. 28 февраля капитан ездил к полномочному послу барону Тейль-фон-Сераскеркену с отчётом. 1 марта офицеры посетили американский фрегат «Конгресс», шедший из Кантона; на борту свирепствовала эпидемия, и Беллинсгаузен запретил общаться с американцами. 2 марта один из запасных реев «Востока» был передан на голландский фрегат «Адлер», повреждённый в пути; даже не потребовалось переделки. Только 21 марта через военно-морской порт Рио удалось получить дубовые кницы для укрепления корпуса, работу было решено проводить силами экипажа, поскольку Беллинсгаузен располагал девятью профессиональными русскими плотниками. Все работы удалось завершить только ко 2 апреля. Отпраздновав Пасху, 11 апреля командир устроил совместный обед и развлечения для офицеров и команд всей экспедиции на борту «Мирного»:

…никто из служителей обоих шлюпов не помышлял проситься на берег для прогулки. Я желал, чтобы они не ходили в город, ибо легко могли заразиться болезнями; матрозы столь долгое время быв на шлюпах в надлежащей трезвости, вырвавшись на свободу, бросятся на то, что им более всего запрещалось, именно: на крепкие напитки, а потом познакомятся с женщинами. От сего последуют болезни: свежий ром производит кровавый понос, а связь с женским полом в приморских торговых местах нередко оставляет по себе следствия, неудобоисцелимые на море.
14 апреля английская эскадра с королём Жуаном на борту отбыла в Португалию, а 18 апреля Беллинсгаузен был удостоен аудиенции наследной принцессы Изабеллы Марии. Во время встречи регенту были подарены этнографические образцы из Океании и птицы Австралии, взамен русские получили минералы и раковины Бразилии. Капитан посетовал, что ему и учёным так и не разрешили посетить городской музей.

#### Визит в Португалию. Возвращение

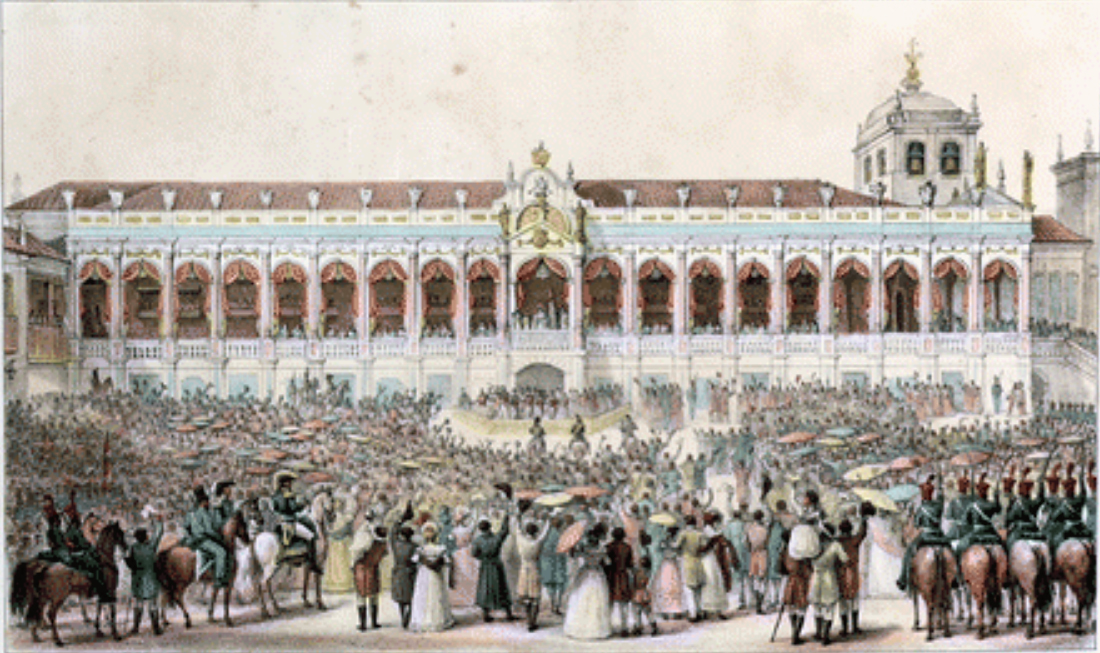
Провозглашение Жуана VI королём Португалии, Бразилии и Алгарве. Гравюра Дебре.

Поскольку при переезде португальского короля иностранным посланникам надлежало следовать за ним, Беллинсгаузен предложил российскому послу располагаться на «Востоке»; на «Мирном» разместили поверенного в делах А. С. Бородовицына и датского поверенного. В шесть часов утра 23 апреля шлюпы подняли паруса и взяли курс на Лиссабон. Экватор пересекли в обратном направлении в шесть часов пополудни 7 мая, устроив на следующий день праздничный обед, для которого российский посланник барон де Тейль подарил из своих запасов двух баранов и по бутылке вина на человека. 27 мая корабли достигли Травяного моря и почти 10 дней шли через него. 10 июня путешественники увидели остров святой Марии, но приставать к нему не стали, лишь уточнив курс на Лиссабон. Бросили якорь в устье реки Таго 17 июня, на следующий день отправив офицера в крепость Белен для уведомления, что на борту нет больных. Командир узнал, что королевская эскадра ещё не пришла в город. На борту побывал португальский морской министр и Генри Дункан — командир британского 44-пушечного фрегата. Королевская эскадра показалась 21 июня, и вплоть до 24 числа Беллинсгаузен запретил команде и офицерам съезжать на берег — в городе были волнения.
Перед самым отправлением посланник де Тейль прислал на шлюпы множество свежей зелени и фруктов, 15 сыров и виноградного вина из расчёта на три дня. Он также выдал премию: каждому унтер-офицеру по 10 талеров, а рядовым — по пяти. При отъезде министру отдали почести по Морскому уставу. В 8 часов утра 28 июня шлюпы вышли в море, направляясь прямо в Россию. Беллинсгаузен взял корреспонденцию от капитана Дункана в Англию. Далее шлюпы оказались в полосе северо-западных ветров и войти в Английский канал удалось лишь 6 июля; там их нагнал фрегат капитана Дункана, вышедший тремя днями позже; письма Беллинсгаузен ему возвратил, чтобы не заходить в Британию. 17 июля вечером бросили якорь на внешнем рейде Копенгагена, переждали темноту, а наутро закупили свежей говядины и зелени и двинулись далее при попутном ветре. В шесть часов утра 24 июля 1821 года экспедиция отсалютовала Кронштадту, пробыв в отсутствии 751 день.
Государь император лично нанёс визит в Кронштадт на шлюпы и провёл с командой несколько часов. Наградой Ф. Ф. Беллинсгаузену за эту экспедицию был чин капитан-командора, орден Св. Владимира 3 степени, пенсия в 1200 рублей и аренда в Курляндии в 1000 рублей серебром. М. П. Лазарев был произведён в капитаны 2 ранга, ему пожизненно сохранили добавочное жалованье по чину лейтенанта, в каком был он в плавании. Лейтенанты «Востока» и «Мирного» удостоились ордена Св. Владимира 4 степени, а мичманы — ордена Св. Анны 3 степени. Всем участникам плавания, в том числе нижним чинам, было назначено двойное жалованье во весь срок действительной службы. На время похода было велено считать каждый день за два, а нижним чинам добавлено 3 года выслуги. Иеромонах Дионисий получил двойной лейтенантский оклад и пожизненную пенсию, которой не успел воспользоваться: не выдержав тягот пути, он скончался в Александро-Невской лавре 9 октября 1821 года. В январе 1822 года скончался лейтенант «Востока» Иван Фёдорович Игнатьев по причине психического расстройства, начавшегося, по свидетельству М. Лазарева, ещё во время экспедиции.

## Результаты

### Географические открытия

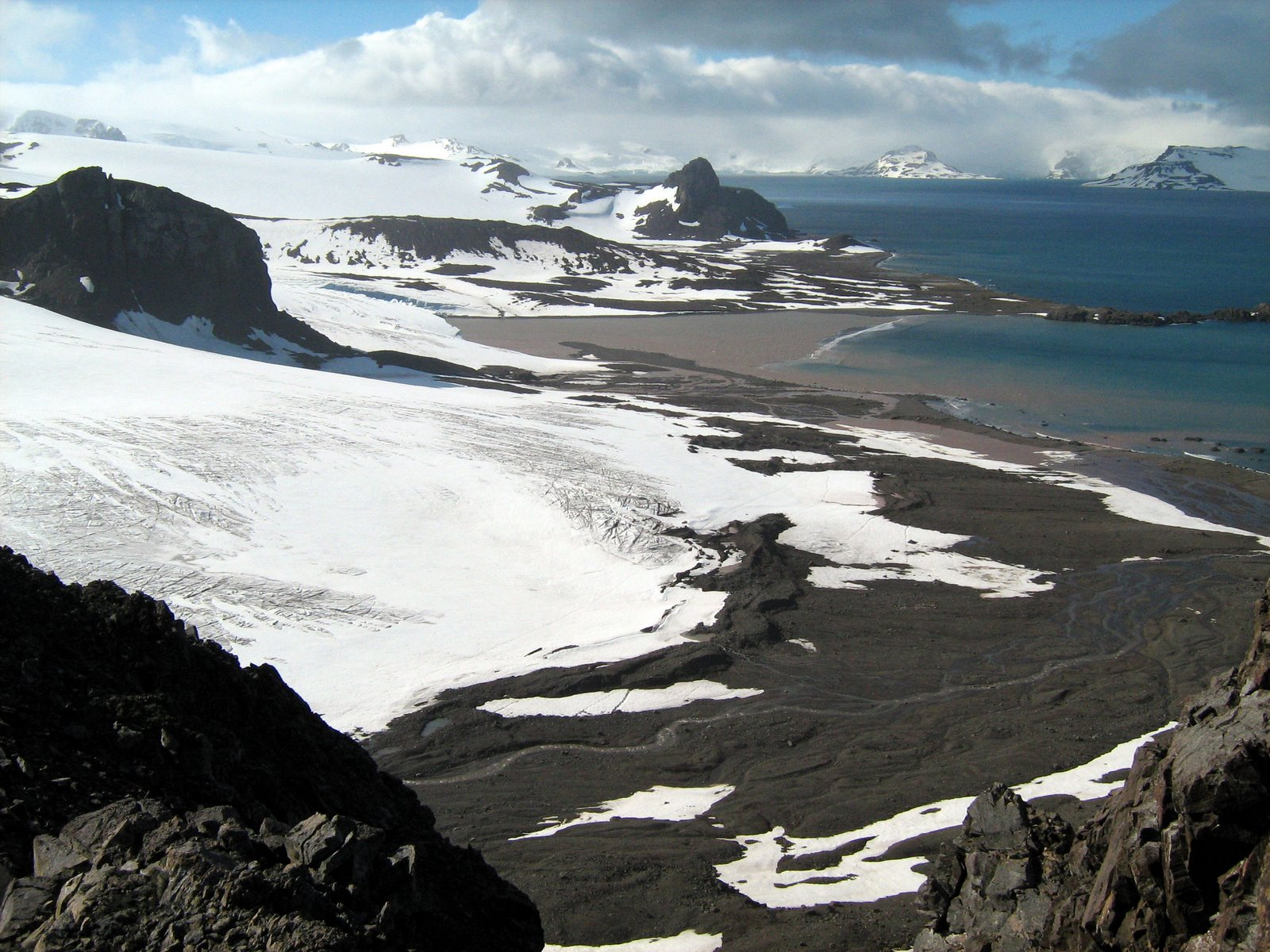
Ледник Барановского на острове Кинг-Джордж (Ватерлоо)

В финале описания своего путешествия Ф. Ф. Беллинсгаузен писал:

…обретено двадцать девять островов, в том числе в южном холодном поясе два, в южном умеренном — восемь, а девятнадцать — в жарком поясе; обретена одна коральная мель с лагуном.
В декабре 1819 года Беллинсгаузен впервые исследовал юго-западное побережье Южной Георгии; карта острова, помещённая на листе 5 «Атласа к путешествию», оставалась лучшей более столетия. Там же был открыт остров Анненкова, причём существует версия, что ранее этот остров был найден Джеймсом Куком и наименован «Пикерсгилл», но Беллинсгаузен, не зная об этом, назвал его в честь лейтенанта Анненкова. По данным сопоставления английских и русских карт, проведённого Р. Балкли, Беллинсгаузен располагал описанием второго путешествия Кука и нашёл остров Пикерсгилл там же, где он был описан; таким образом, остров Анненкова остался незамеченным англичанами. В январе 1820 года был открыт архипелаг Траверсе, который никем не описывался до плавания Беллинсгаузена; приоритет русских мореплавателей в его открытии неоспорим. Моряки «Востока» и «Мирного» завершили описание Южных Сандвичевых островов (лист 6 «Атласа»), которые Кук обследовал с западной стороны и лишь предполагал, что это субантарктический архипелаг.
Важнейшим открытием Беллинсгаузена, Лазарева, Новосильского и Симонова было визуальное наблюдение шельфовых ледников Антарктиды 16 (28) января 1820 года, несмотря на то, что осмысление зафиксированных наблюдений ими самими является дискуссионным. М. И. Белов и Ю. А. Кручинин (НИИ Арктики и Антарктики), наложив координаты измерений Беллинсгаузена и Лазарева на современную карту, получили ледниковый язык Фимбулизен современного шельфового ледника на Берегу Принцессы Марты, причём в 1820 году кромка шельфового ледника располагалась на 45 миль южнее. Дискуссионным является и число приближений экспедиции к берегам Антарктиды — по данным разных исследователей, от четырёх до девяти.

### Организация научных исследований

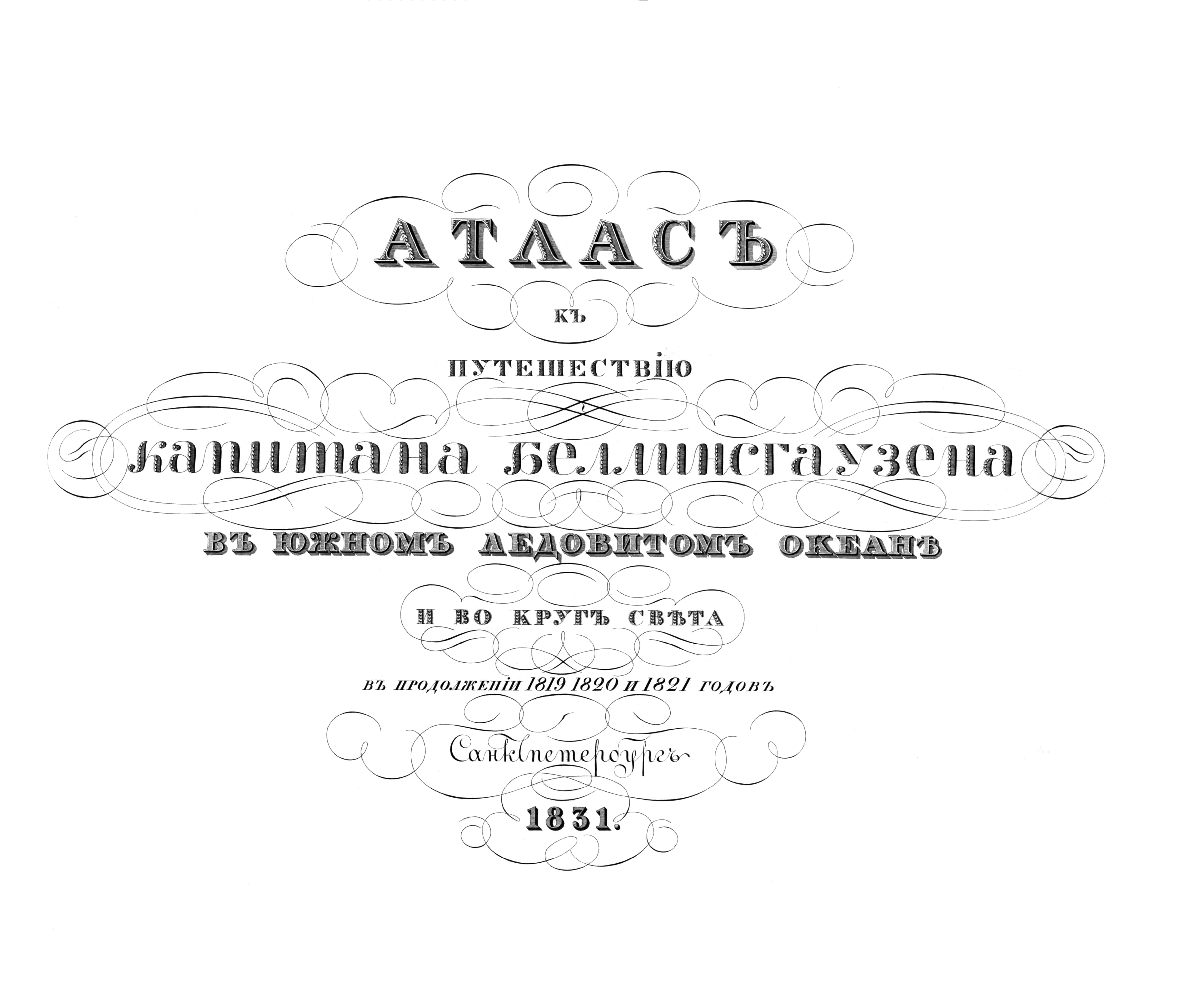
Титульный лист «Атласа к путешествию капитана Беллинсгаузена в Южном Ледовитом океане и вокруг света в продолжении 1819, 1820 и 1821 годов»

Исследователи отмечали, что малочисленность научного персонала, бесспорно, отразилась на ходе и результатах путешествия. Р. Балкли отмечал большой контраст с экспедицией О. Коцебу, состоявшейся четырьмя годами ранее на частные средства, в которой было четыре учёных и для которой была подготовлена обширная научная программа. Если на «Рюрике» океанографические наблюдения могли выдерживаться 318 дней подряд, то Беллинсгаузен был вынужден обращаться к метеорологии и океанографии от случая к случаю. Данные о магнитных склонениях вообще не были обработаны и не вошли в отчёт экспедиции; они были опубликованы только в 1840 году по просьбе К. Гаусса. Более того, значительную часть времени, потраченного на научные наблюдения, И. М. Симонов посвятил трудоёмкому процессу сверки судовых хронометров. Этим расчётам было посвящено 70 из 155 страниц научного отчёта Симонова — около 40 % всего объёма. Сверка хронометров проводилась в Рио-де-Жанейро, во время стоянок в Сиднее и проливе Кука. Только во время второй стоянки в Рио-де-Жанейро было замерено 2320 лунных расстояний, причём эти данные следовало ещё обработать, прежде чем вычислить величину поправки и суточный ход хронометра. Симонов проводил измерения и в открытом море: так, 29 и 30 октября и 1 ноября 1819 года было измерено 410 лунных расстояний. 18 марта 1820 года на обоих шлюпах проводилось инструментальное наблюдение лунного затмения.
По данным Л. И. Митина, И. М. Симонов занимался также метеорологией. Определяя суточный ход атмосферного давления в тропических широтах, он проделал 4316 ежечасных замеров. Во время экспедиции извлекались пробы воды с глубины помощью примитивного батометра, изготовленного корабельными средствами; производились опыты с опусканием бутылки на глубину; определялась прозрачность воды с помощью опускания на глубину белой тарелки; измерялись глубины, насколько позволяла длина имевшегося лотлиня (по-видимому, до 500 м); была произведена попытка измерения температуры воды на глубине; изучалось строение морских льдов и замерзаемость воды разной солёности; впервые производилось определение девиации компасов на различных курсах. Магнитные измерения, проведённые Симоновым, были опубликованы в «Казанском вестнике» в 1830 году; эта статья обратила на себя внимание К. Гаусса, который перевёл её на немецкий язык. Через посредство И. Крузенштерна Гаусс в 1840 году запросил у Беллинсгаузена все материалы измерения магнитных склонений, совершённых в экспедиции. Эти материалы позволили ему впервые рассчитать положение Южного магнитного полюса; причём расчёты были подтверждены после возвращения из Антарктиды Джеймса Росса.
В антарктических водах проводились и наблюдения надо льдами, однако В. Корякин невысоко оценивал способности Симонова в этом вопросе. С одной стороны, астроном предположил, что «Южный полюс покрыт твёрдою и непроницаемою корою льда, коего толстота, судя по возвышению над поверхностью океана, может простираться до 300 сажен, считая от нижнего слоя, скрытого в глубине моря до вершины». Действительно, краевая, периферийная часть ледникового покрова Антарктиды имеет примерную высоту порядка 600 метров. Однако, судя по записям января — февраля 1820 года, «исследовательские качества отказали Симонову в трактовке увиденного, и разнообразные льды, отличавшиеся как формой, так и происхождением, остались для него только льдом». В. Корякин даже предположил, что невозможность наблюдать светила в условиях полярного дня в определённой степени сказалась на восприятии Иваном Михайловичем окружающей действительности. Это контрастировало с наблюдениями не только офицеров — Беллинсгаузена, Лазарева или Новосильского, но и матроса Киселёва. Новосильский и Беллинсгаузен даже предложили собственные классификации антарктических льдов, а на отчётной карте экспедиции каждый вид льда обозначался условными знаками.
И. М. Симонов занимался также этнографическими наблюдениями. В коллекции этнографического музея Казанского университета сохранилось 37 предметов с островов Океании — орудий труда, оружия, домашней утвари, украшений, в том числе образцы тапы и льна с островов Оно и Новой Зеландии.
Ещё в 1963 году М. И. Белов отмечал несоответствие между масштабом достижений экспедиции и объёмом публикаций, которые последовали по её результатам. Рип Балкли, соглашаясь с этим, подытоживал, что научная работа в экспедиции Беллинсгаузена была недостаточно продуманной, оснащённой и профинансированной, что отразилось в том числе и на публикации её результатов.

### Источники и историография

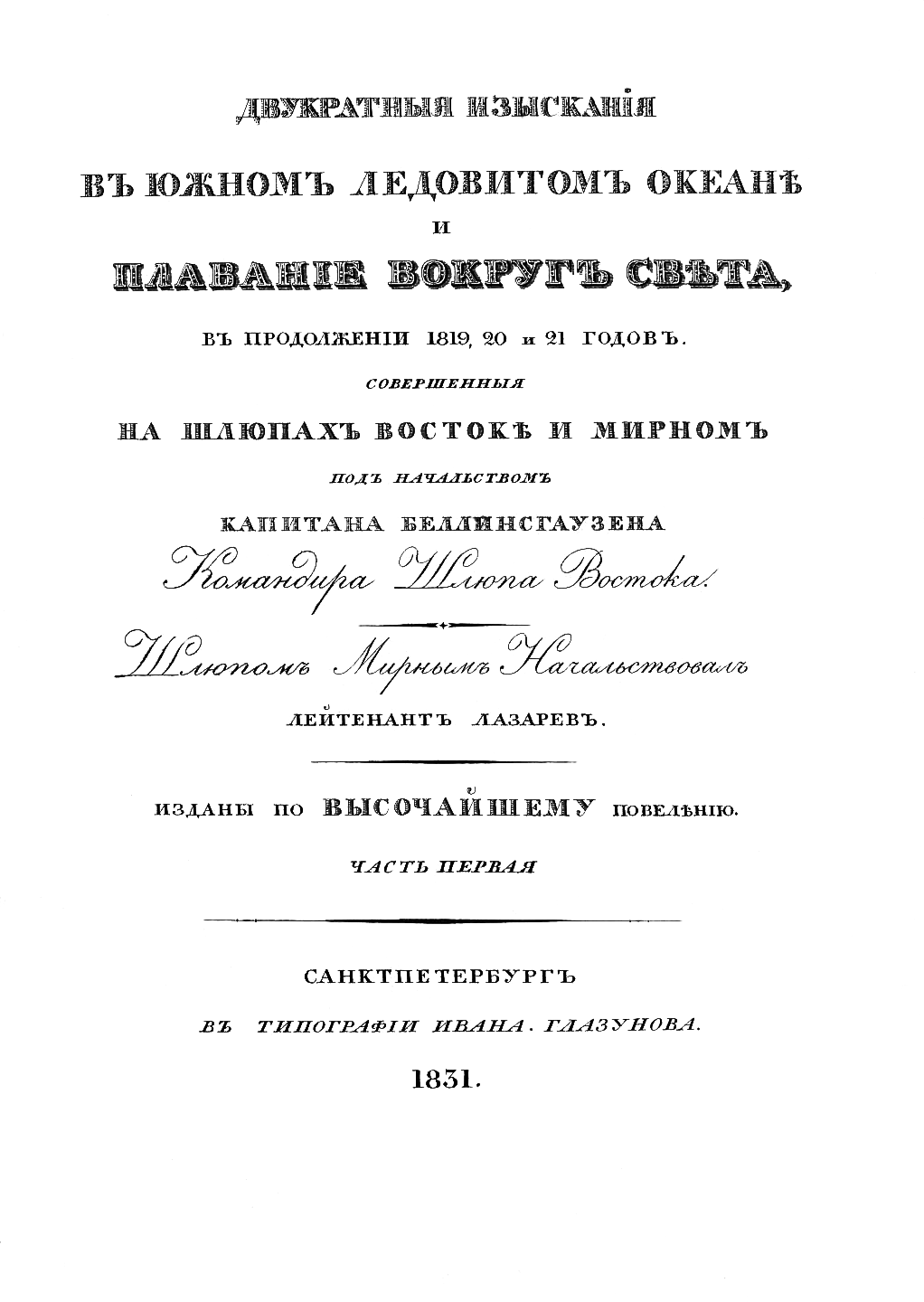
Титульный лист первого тома описания путешествия Беллинсгаузена

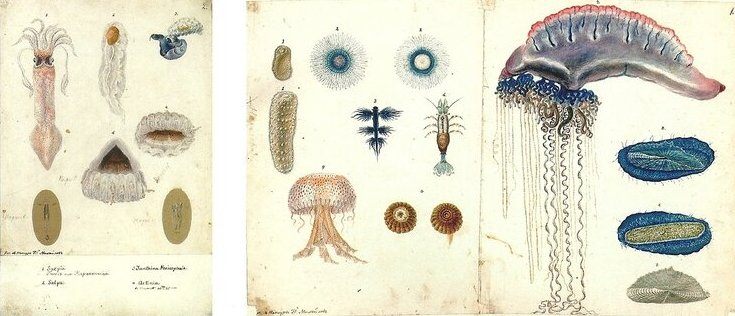
Морские беспозвоночные. Акварели из альбома П. Н. Михайлова

### Интерпретация источников об экспедиции

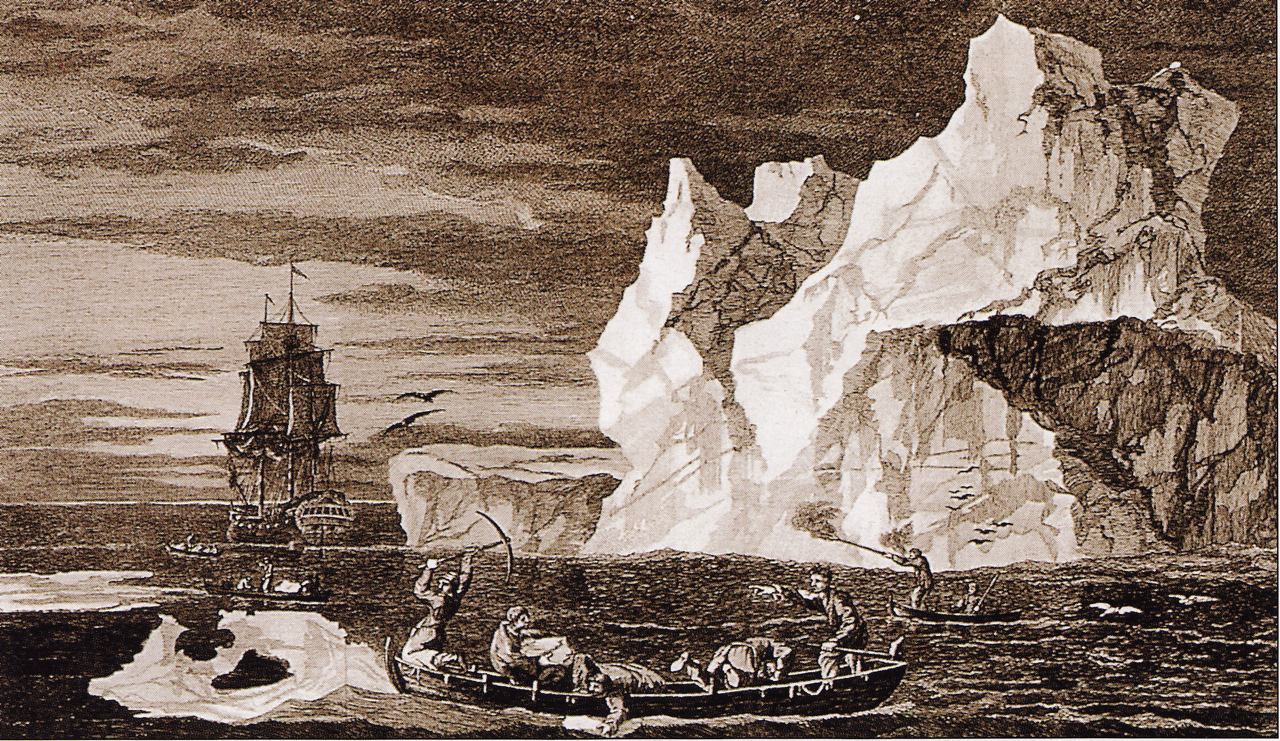
Уильям Ходжес. Моряки наблюдают айсберг во время второго путешествия Джеймса Кука. 9 января 1773 года

#### До 1948 года

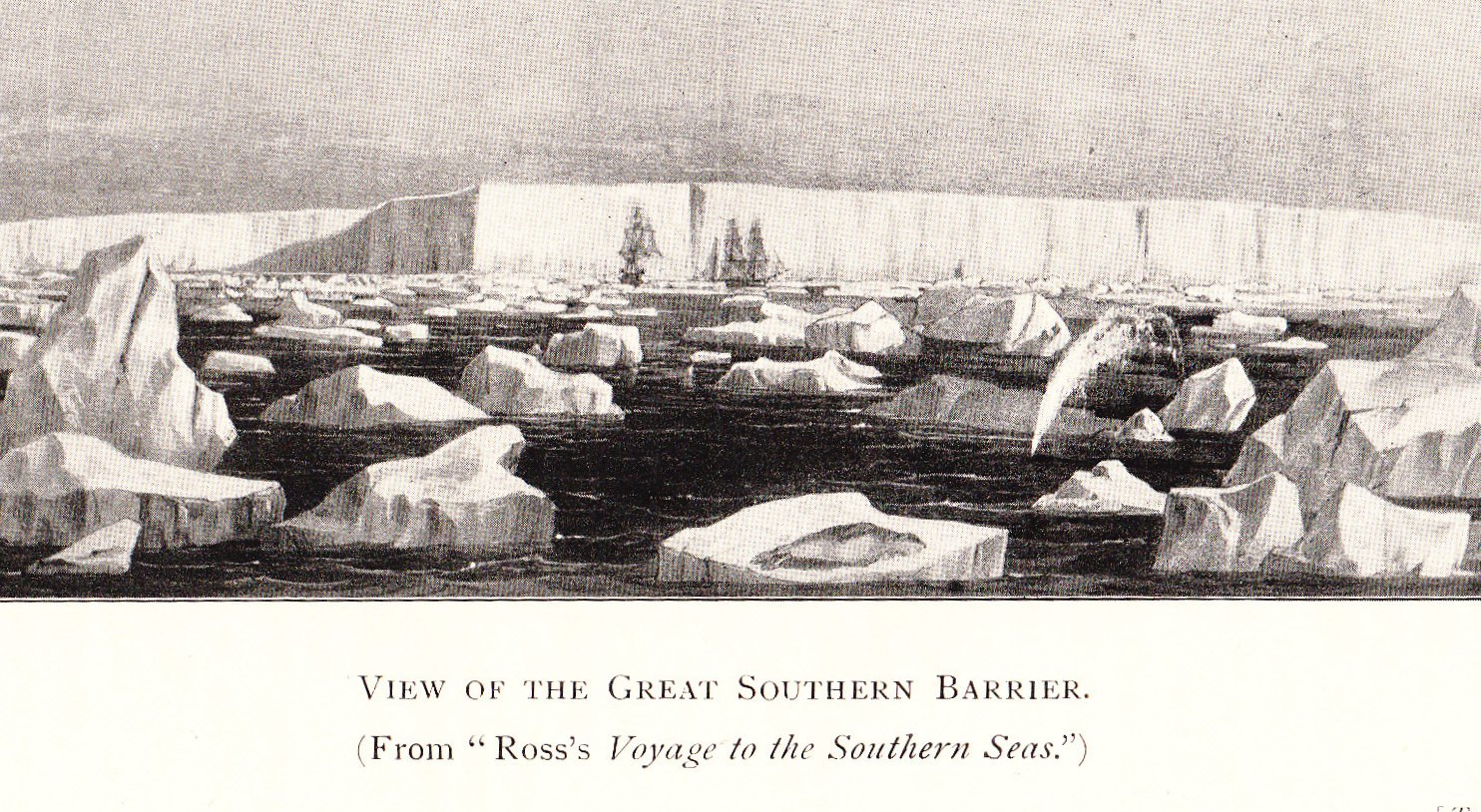
Великий ледяной барьер, увиденный Джеймсом Россом в 1841 году

#### После 1948 года

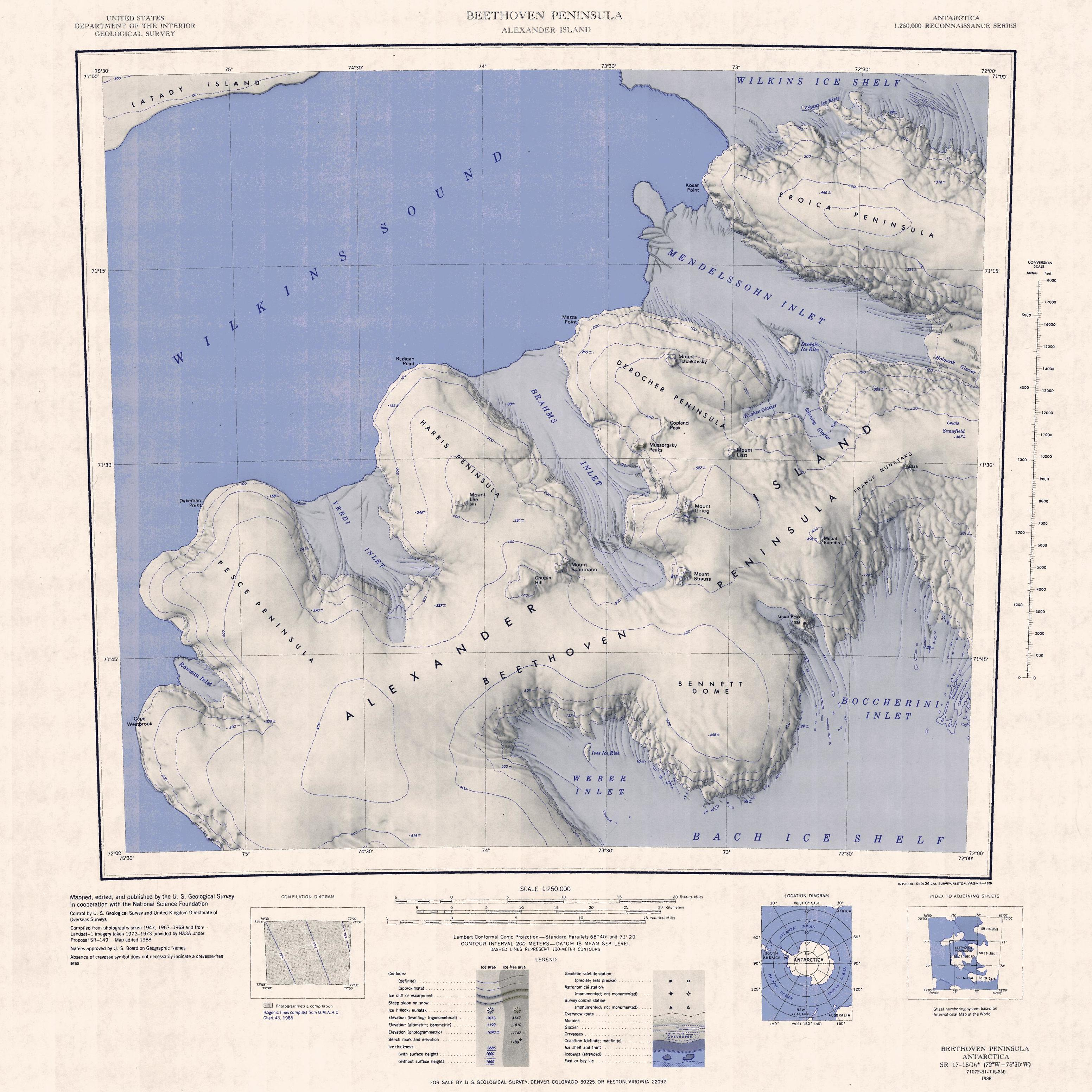
Карта Земли Александра I. United States Geological Survey, National Science Foundation, 1988

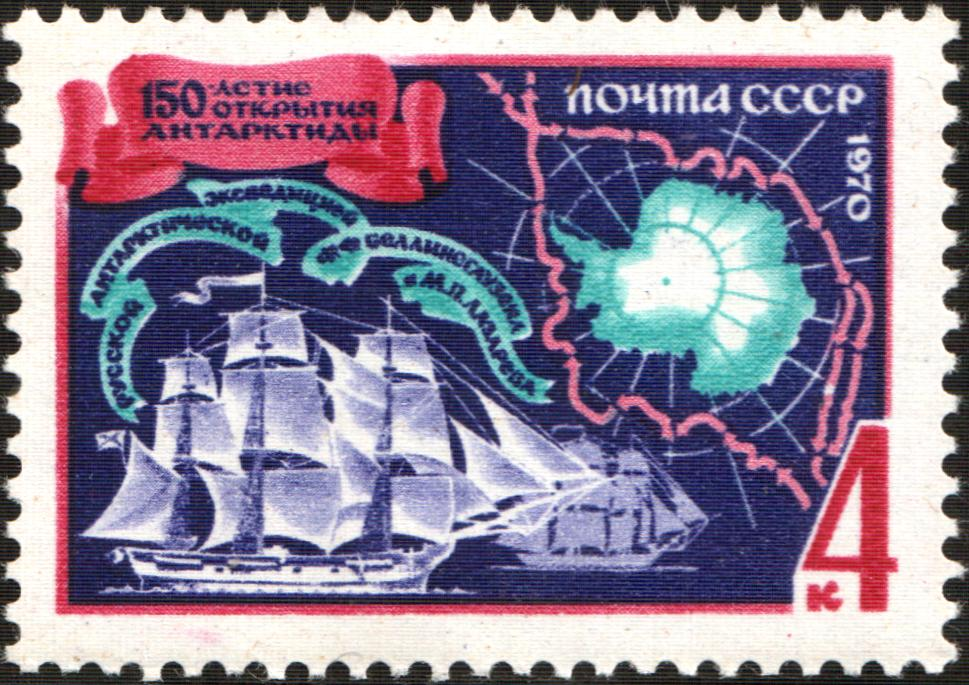
Почтовая марка СССР 1970 года, посвящённая 150-летию открытия Антарктиды с картой маршрута русской антарктической экспедиции

#### В XXI веке

Маршруты ранних экспедиций в Антарктике

## Память. Историография